# Ausschreitungen in Chemnitz 2018

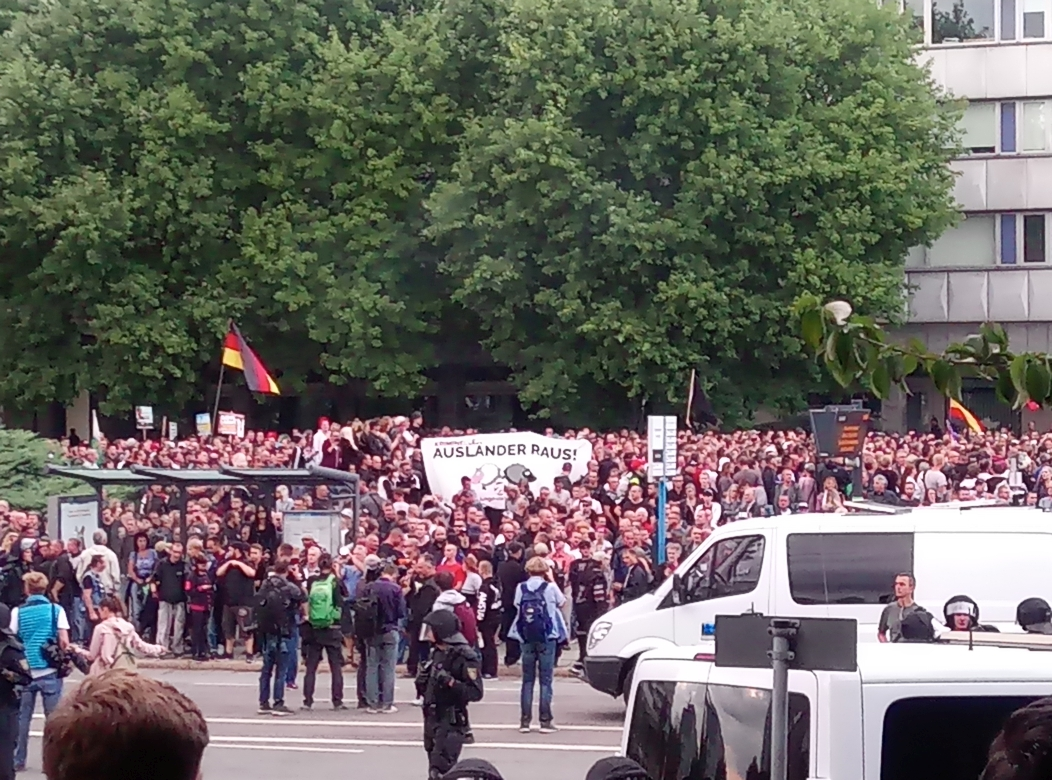
Demonstration am 27. August in Chemnitz. Das hier zu sehende Transparent ist eine Abwandlung des „Schäfchenplakats“.

Zu gewalttätigen Ausschreitungen in Chemnitz kam es insbesondere am 26. und 27. August sowie am 1. September 2018 nach einer Auseinandersetzung am Rande des Chemnitzer Stadtfestes (24. bis 26. August), bei der durch Messerstiche ein Mann tödlich und zwei weitere schwer verletzt worden waren. Rechte und rechtsextreme Gruppen hatten aufgrund von Nachrichten zum Migrationshintergrund bzw. Flüchtlingsstatus der mutmaßlichen Täter zu Demonstrationen aufgerufen. In der Folge griffen organisierte Rechte und Neonazis tatsächliche oder vermeintliche Migranten, Gegendemonstranten, Polizisten sowie Pressevertreter und unbeteiligte Passanten sowie ein jüdisches Restaurant an. Nach Einschätzung vieler Beobachter hatte die sächsische Polizei trotz Warnungen des sächsischen Verfassungsschutzes die Größe der Demonstrationen sowie die Gewaltbereitschaft zahlreicher rechter und rechtsextremer Teilnehmer zunächst unterschätzt und hatte zu wenig Kräfte im Einsatz. Als eine Reaktion darauf wurde unter dem Motto Wir sind mehr ein kostenloses Konzert gegen Rechtsextremismus organisiert.
Die Ereignisse und deren Bewertung hatten nachträglich die Versetzung des Präsidenten des Bundesamtes für Verfassungsschutz Hans-Georg Maaßen in den einstweiligen Ruhestand zur Folge.
Wegen fehlenden Tatverdachts lehnte die Justiz im Jahr 2024 Gerichtsverfahren gegen alle (neun) ursprünglich Angeklagten ab.

## Daniel H.s Tod

### Tathergang

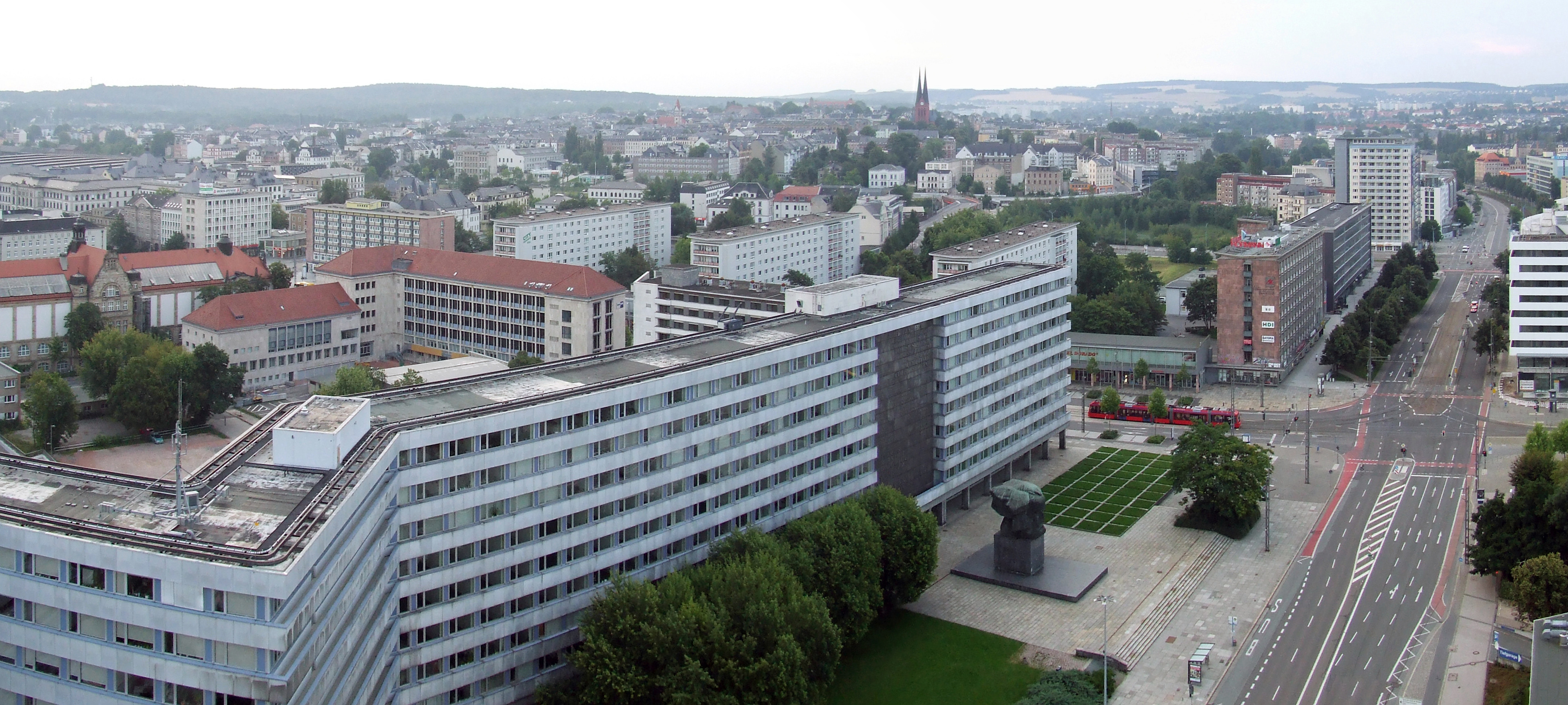
Brückenstraße in Chemnitz (2011)

Am Abend des 25. August 2018 verabredete sich Farhad Ramazan Ahmad mit Freunden per Handy in einer Shisha-Bar in der Chemnitzer Brückenstraße nahe dem Karl-Marx-Monument, wo er gegen Mitternacht ein Foto auf Instagram lud, das ihn mit Alaa S. sowie dem dritten Tatverdächtigen und anderen Zigaretten rauchend an einem kleinen Tisch vor dem Eingang zeigt. Um 1:00 Uhr am Sonntagmorgen, den 26. August 2018, schlossen die Buden des Chemnitzer Stadtfestes. Nur 50 m von der am Rande des Stadtfestes gelegenen Bar entfernt stritten gegen 3:15 Uhr die drei mit anderen Personen um Zigaretten, so eine Zeugin, die Ehefrau eines der Attackierten. Dabei verletzten die Täter drei Männer im Alter von 33, 35 und 38 Jahren unter anderem durch Messerstiche schwer. Der 35-jährige Daniel H. starb kurz darauf im Krankenhaus an seinen Verletzungen.

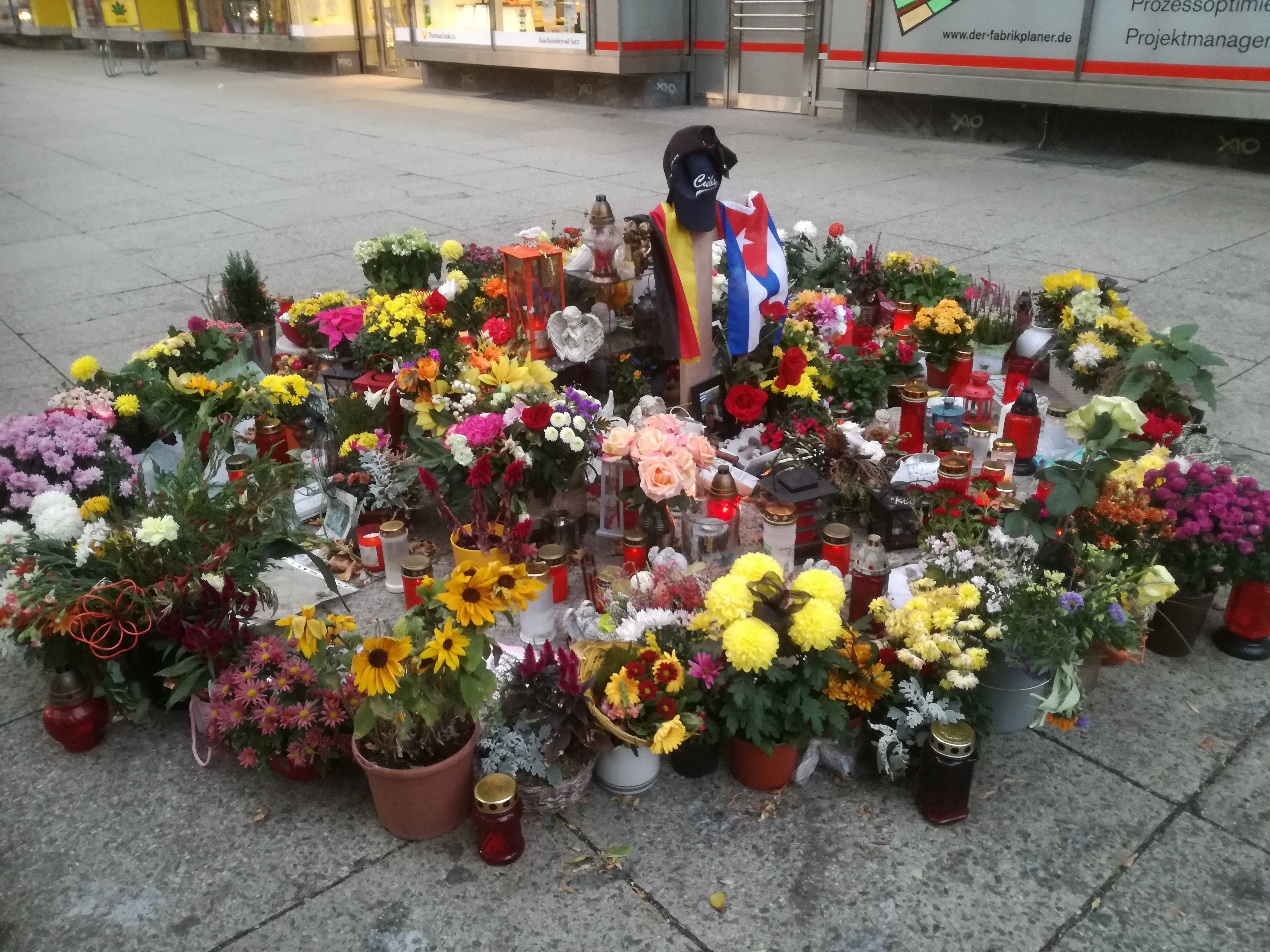
Gedenkort Daniel H. im Stadtzentrum von Chemnitz (4. Oktober 2018)

Ein Handeln des oder der Täter in Notwehr schloss die Staatsanwaltschaft Chemnitz aus. Die Generalstaatsanwaltschaft Dresden übernahm die Ermittlungen. Es wurden anschließend im Internet einige Falschinformationen verbreitet, wonach Daniel H. eine deutsche Frau vor sexueller Belästigung durch Migranten beschützt habe und daher mit „25 Messerstichen“ getötet worden sei. Der MDR veröffentlichte knapp drei Wochen später folgende Darstellung des später aus der Untersuchungshaft entlassenen dritten Tatverdächtigen: Die Gruppe der drei Asylbewerber sei gegen 2:30 Uhr zu einem Döner-Imbiss gegangen. Dabei seien sie der Gruppe aus Männern und Frauen um Daniel H. begegnet. Farhad A. habe diese nach Feuer für eine Zigarette gefragt. Die Männer seien in Streit geraten und er habe den Streit geschlichtet; beide Gruppen seien weitergegangen. Danach seien Bekannte der drei Asylbewerber aus dem Döner-Imbiss gekommen und hätten nach dem Grund des Streits gefragt. Anschließend seien Farhad A. und mehrere der anderen Männer erneut zu der Gruppe von Daniel H. gegangen. Dann sei es zu einer heftigen Auseinandersetzung und der Messerstecherei gekommen. Er selbst habe mehrere Meter abseits gestanden. Der vom Anwalt benannte Zeuge bestätigte im Wesentlichen die Schilderung, dass es zum Streit zwischen Farhad A. und Daniel H. gekommen sei. Daraufhin seien Alaa S. und zwei weitere Bekannte aus dem Döner-Imbiss zum Geschehen geeilt und gemeinsam mit Farhad A. auf Daniel H. und dessen Bekannte losgegangen. Der zweite Tatverdächtige habe einige Meter abseits gestanden.

### Täter und Tatverdächtige

#### Alaa S.
Der 23-jährige Alaa S. stellte im Mai 2015 einen Asylantrag und erhielt nach Angaben des Bundesinnenministeriums im September 2015 eine schriftliche Anerkennung als Flüchtling; Angaben zu seiner Identität und seiner syrischen Herkunft basierten auf einer Selbstauskunft. Man versuche aktuell, die Angaben „im Rahmen des laufenden Widerrufsverfahrens“ zu verifizieren. Alaa S. wurde noch am 26. August festgenommen. Tags darauf erließ das Amtsgericht Chemnitz gegen ihn und eine weitere, bereits entlassene Person Haftbefehle wegen des Verdachts des gemeinschaftlichen Totschlags. Ein Haftprüfungsantrag von Alaa S. blieb erfolglos. Am 18. September gab die Staatsanwaltschaft bekannt, der dringende Tatverdacht gegen ihn habe sich erhärtet, da Zeugen ihn als jemanden erkannt hätten, der ein Messer mit sich geführt habe.

#### Farhad Ramazan A.
Der in Sêmêl im Nordirak geborene Farhad A. lebte mit seinen zwei jüngeren Geschwistern und seinen kurdischen Eltern in Istanbul, wohin sie bald nach seiner Geburt auswanderten. Er führte in der Türkei ein unauffälliges Leben, jobbte im Frisör-Salon seines Onkels und in einer Bäckerei. Mit der Flüchtlingskrise 2015 gelangte er nach Deutschland. Er war zunächst in Freyung, dann seit 2016 in Chemnitz untergebracht. Laut Verwaltungsgericht Chemnitz stellte Farhad A. zweimal einen Asylantrag. Das erste Verfahren endete am 31. Mai 2016 mit einem unanfechtbaren Negativbescheid. Am 22. Juli 2016 stellte er einen zweiten Asylantrag über einen Vormund; er galt somit als minderjährig. Am 6. Januar 2017 wurde auch der zweite Asylantrag durch das BAMF abgelehnt und eine Abschiebung in den Irak angedroht. Gegen die Entscheidung reichte Farhad A. am 8. Februar 2017 Klage beim Verwaltungsgericht Chemnitz ein, über die am 9. Oktober 2018 entschieden wurde. Unklar ist, warum das BAMF überhaupt einen zweiten Asylantrag annahm. Dafür müsse es eine neue Sachlage und neue Beweise geben, erläuterte ein Sprecher des Verwaltungsgerichts.
Seine Polizeiakte wies zahlreiche Straftaten auf, beginnend rund zehn Monate nach seiner Ankunft in Deutschland, darunter Körperverletzung, Drogenhandel, Diebstahl, Hausfriedensbruch, Sachbeschädigung, Beleidigung, Bedrohung und Widerstand gegen Vollstreckungsbeamte. Bereits im Februar 2017 soll er mit einem Messer auf den Mitarbeiter eines Imbisses eingestochen haben, da dort niemand eine Zigarette für ihn hatte. Im April und September 2017 wurde er wegen Hausfriedensbruch und Diebstahl zu Geldstrafen verurteilt, im November 2017 und Februar 2018 wegen Verstoß gegen das Betäubungsmittelgesetz und Körperverletzung zu Haftstrafen auf Bewährung.
Ein vorübergehend ebenfalls tatverdächtiger Zeuge gab bei der Polizei an, Farhad R. habe ihm gegenüber zugegeben, mit einem Messer zugestochen zu haben. Laut Staatsanwaltschaft sei Farhad R. am 30. August 2018 vermutlich ins Ausland geflohen. Acht Tage nach der Tat, am 4. September 2018, erließ das Amtsgericht Chemnitz Haftbefehl wegen gemeinschaftlichen Totschlags gegen ihn. Die Polizei Sachsen veröffentlichte ein Fahndungsfoto über die Medien. Die Beschreibung als 22-Jähriger stand im Widerspruch zum Asylantrag als Minderjähriger.

#### Weiterer Tatverdächtiger
Ein 22-jähriger mutmaßlicher Iraker wurde gemeinsam mit Alaa S. in Untersuchungshaft genommen, aus der er nach drei Wochen aufgrund einer Haftbeschwerde seines Anwalts entlassen wurde. Laut der Staatsanwaltschaft hat kein Zeuge gesehen, dass er ein Messer mit sich führte, und an der bislang gefundenen, mutmaßlichen Tatwaffe sind keine Spuren von ihm gefunden worden. Gegen ihn werde jedoch weiter ermittelt.

### Tatopfer
Von seiner Ausbildungsstätte wurde unmittelbar nach der Tat ein Nachruf auf den Getöteten mit vollem Namen auf Facebook veröffentlicht; er hatte eine Tischlerlehre erfolgreich mit einem Gesellenstück mit Auszeichnung absolviert und hinterließ eine Ehefrau und ihren zur Tatzeit 7-jährigen Sohn, den er mit großgezogen hatte. Angehörige, Familie und Freunde sprachen sich wiederholt gegen jegliche politische Instrumentalisierung von extremistischer Seite aus.
Nach Darstellung des Magazins Cicero wurde der getötete Daniel H., dessen Vater Kubaner war, als der „Negi“ diskriminiert und war allein wegen seiner Hautfarbe jahrelang Ziel rechter Gewalt. Das entbehre „nicht der bitteren Ironie“, so der Cicero, der den Facebook-Eintrag eines Freundes zitiert, wonach Daniel H.s Tod von Rechten bloß instrumentalisiert worden sei; eigentliches Ziel sei die Flüchtlingspolitik von Kanzlerin Merkel gewesen. Der Lyriker und Essayist Max Czollek kommentierte: „Wie nebenbei klären die Rechten damit also die Frage, wann man als Bindestrichdeutscher eigentlich zu Deutschland gehört. Antwort: Wenn man von einem Iraker und einem Syrer umgebracht wird. Gut, dass da nun Klarheit herrscht.“
Durch Messerstiche bzw. Gewalteinwirkung verletzt wurden ein Arbeitskollege von Daniel H. und dessen Bruder.

### Veröffentlichter Haftbefehl
Am 29. August 2018 wurde der Haftbefehl gegen den entlassenen 22-jährigen Iraker, in dem die vollständigen Namen von Zeugen und der beiden mutmaßlichen Täter sowie die Anzahl der Messerstiche auf Daniel H. aufgelistet sind, rechtswidrig im Internet veröffentlicht und weiterverbreitet.
Versionen mit Schwärzungen wurden unter anderem von dem Pegida-Mitbegründer Lutz Bachmann, einem AfD-Kreisverband und dem Bündnis „Pro Chemnitz“ weiterverbreitet. Eine Polizeisprecherin bestätigte die Authentizität des Dokuments. Die Staatsanwaltschaft Dresden leitete daraufhin ein Ermittlungsverfahren wegen des Anfangsverdachts der Verletzung eines Dienstgeheimnisses ein. Auf einer bekannten rechtsextremen Internetseite wurden Fotos veröffentlicht, die angeblich einen der mutmaßlichen Täter zeigen. Sie wurden nach Spiegel-Angaben „von rechten, aber auch von linken Politikern und Prominenten weiterverbreitet“.
Die Bremer Staatsanwaltschaft ließ am 29. August 2018 die Wohnung von Jan Timke durchsuchen, der für die rechtspopulistische Wählervereinigung Bürger in Wut in der Bremischen Bürgerschaft sitzt. Der Landespolitiker steht im Verdacht, den Haftbefehl auf Facebook weiterverbreitet zu haben. Am Tag darauf bestätigte Timke den Vorwurf. Er übernahm öffentlich die Verantwortung für die Straftat und sicherte den Strafverfolgungsbehörden seine Kooperation zu. Der Haftbefehl wurde zudem von dem Berliner AfD-Landtagsabgeordneten Ronald Gläser und dem bayerischen AfD-Bundestagsabgeordneten Stephan Protschka verbreitet. Letzterer tat dies sogar ohne jegliche Schwärzungen. Die Staatsanwaltschaft leitete Vorermittlungen ein.
Wie sich später herausstellte, war der Haftbefehl von dem Dresdner Justizvollzugsbeamten Daniel Z. abfotografiert und weitergegeben worden. Nachdem sich dieser aufgrund des großen Fahndungsdrucks am 30. August selbst gestellt hatte, wurde er mit sofortiger Wirkung vom Dienst suspendiert. Ermittelt wurde vor allem im Umfeld der JVA Dresden. Z. selbst gab an, er habe über den Tathergang aufklären und angebliche Manipulationsversuche in den Medien verhindern wollen. Allerdings handelte es sich bei den Schilderungen im Haftbefehl um erste Erkenntnisse der Polizei, nicht aber um ein abgeschlossenes Ermittlungsverfahren. Daniel Z. wurde zu einer Strafe von 11 Monaten auf Bewährung und 150 Arbeitsstunden verurteilt. Im Übrigen gehört das AfD-Landesvorstandsmitglied Daniel Z. auch zu einer Gruppe von sechs Justizbeamten, gegen die wegen der Misshandlung nichtdeutscher Häftlinge in der JVA Dresden Ermittlungen laufen.
Juristen warnten davor, dass ein Verfahren gegen den Verdächtigten platzen könnte, weil durch den Vorgang seine Persönlichkeitsrechte massiv verletzt seien. Laut Klaus Bartl, dem rechtspolitischen Sprecher der Linken in Sachsen, wird in dem Dokument die Anschrift des Verdächtigen genannt. Dadurch riskiere derjenige, der dieses Dokument veröffentliche, Angriffe auf die Gesundheit und das Leben unbeteiligter Dritter.
Nachdem der Haftbefehl auf der Facebookseite des Göttinger Kreisverbands der Republikaner zu sehen war, ermittelt auch die Göttinger Staatsanwaltschaft. Im Mai 2019 wurde ein Polizist aus dem Zollernalbkreis zu einer Geldstrafe von 1200 Euro verurteilt, da er den Haftbefehl auf Facebook verbreitet hatte.

### Strafverfahren
Im Januar 2019 erhob die Staatsanwaltschaft beim Landgericht Chemnitz Anklage gegen Alaa S. wegen gemeinschaftlichen Totschlags und gefährlicher Körperverletzung. Er habe gemeinsam mit Farhad Ramazan A. „ohne rechtfertigenden Grund mit einem mitgeführten Messer im bewussten und gewollten Handeln“ auf das Opfer eingestochen. Die Hauptverhandlung gegen Alaa S. begann am 18. März 2019. Aus Sicherheitsgründen und wegen großen öffentlichen Interesses fand die Hauptverhandlung in einem Gebäude des Oberlandesgerichts Dresden statt.
Im Hauptverhandlungstermin am 18. März 2019 konnte der Zeuge Dimitri M., der bei der Tat selbst durch Messerstiche in den Rücken verletzt worden war, auf Fotos Alaa S. nicht als Täter erkennen. Jedoch identifizierte er zwei weitere Personen, welche an der Tat beteiligt sein sollen. Er beschrieb die Tatwaffe als Messer mit einer etwa 15 cm langen Klinge; zuvor hatte er bei der Polizei ausgesagt, kein Messer gesehen zu haben. Der Zeuge stand zum Zeitpunkt der Tat unter Drogen- und Alkoholeinfluss. Der Hauptbelastungszeuge hingegen identifizierte Alaa S. auf Fotos eindeutig und gab an, aus etwa fünfzig Meter Entfernung beobachtet zu haben, wie der Angeklagte Stichbewegungen gegen das Opfer ausführte; ein Messer habe er dabei jedoch nicht gesehen. Laut Anklage hatten Bekannte von Alaa S. in der Zwischenzeit versucht, den Zeugen durch Drohungen und Gewalt einzuschüchtern und zur Rücknahme seiner Aussage zu bewegen.
Am 22. August 2019 wurde Alaa S. von einer Kammer des Landgerichts Chemnitz unter Vorsitz von Simone Herberger wegen Totschlags und gefährlicher Körperverletzung zu einer Freiheitsstrafe von neuneinhalb Jahren verurteilt. Die Staatsanwaltschaft hatte zehn Jahre Freiheitsstrafe gefordert, die Verteidigung hingegen Freispruch beantragt. Das Urteil ist seit dem 15. April 2020 rechtskräftig, nachdem der Bundesgerichtshof die Revision des Angeklagten verworfen hatte. Das Urteil wurde in verschiedenen journalistischen Kommentaren kritisiert; so wurde insbesondere auf eine mangelhafte Beweislage hingewiesen. Der Rechtswissenschaftler und Kolumnist Thomas Fischer wiederum wies diese Kritik als unbegründet zurück.

## Demonstrationen und Gegenproteste
Angeheizt von Gerüchten und Falschmeldungen in sozialen Netzwerken organisierten rechtsextreme Hooligans viral am Abend des Tattages sowie am darauffolgenden Montag Demonstrationen gegen „Ausländerkriminalität“. Dabei kam es zu ausländerfeindlichen und antisemitischen Ausschreitungen bis hin zu Übergriffen gegen ausländisch aussehende Passanten, Gegendemonstranten und Polizisten, wobei auch der Hitlergruß gezeigt wurde, wozu in zehn Fällen Ermittlungsverfahren eröffnet wurden. Die Chemnitzer Polizei sprach am Ende des zweiten Demonstrationstags von 20 Verletzten, darunter zwei Polizisten sowie vier Teilnehmer der rechten Versammlung. Die Polizei fertigte insgesamt 43 Strafanzeigen, die sich sowohl gegen Teilnehmer der rechten Demonstration als auch der linken Gegenkundgebung richteten und die Landfriedensbruch, Körperverletzung, Verstöße gegen das Versammlungsgesetz durch Vermummung sowie Verwenden von Kennzeichen verfassungswidriger Organisationen umfassten. Insgesamt existierten nach den ersten beiden Demonstrationstagen nach Angabe der Generalstaatsanwaltschaft 120 Ermittlungsverfahren (Stand: 7. September 2018).
Einer der Demonstranten, der den Hitlergruß gezeigt hatte, erklärte vor Gericht, er fühle sich „tatsächlich [...] eher im linken Spektrum zu Hause“. Der schwer alkoholabhängige, mehrfach Vorbestrafte hatte ein tätowiertes Antifa-Symbol am Körper und ein Tattoo der Roten Armee Fraktion an seiner Hand. Nachdem einige Medien zunächst von einer Fotofälschung des RAF-Tattoos ausgegangen waren, bestätigten sie später dessen Echtheit. Er wurde vom Amtsgericht Chemnitz zu sieben Monaten Haft und 100 Stunden gemeinnütziger Arbeit auf Bewährung mit Blick auf die bevorstehende Entgiftung verurteilt.
Ein von rechtsextremen Demonstranten verwendetes Banner trug die Aufschrift „Wir sind BUNT bis das Blut spritzt“ und Fotoabbildungen von Frauen, die den Eindruck erwecken, diese Frauen seien Opfer von Gewalttaten durch Flüchtlinge geworden. Die Rechercheplattform Mimikama untersuchte die Herkunft der Fotos und stellte fest, dass sie aus dem Ausland stammen und einige unklarer Herkunft sind. Bei einer Person handelt es sich um eine geschminkte Schauspielerin. Mit vermeintlicher Gewalt von Migranten haben die Bilder nichts zu tun, werden jedoch laut Mimikama schon länger von Rechten zur Stimmungsmache genutzt.

### 26. August
Am 26. August begannen rechte Gruppen bundesweit zu mobilisieren. Neben Facebook wurden auch – als vermeintlich abhörsicher geltende – Messenger-Dienste wie Threema und Telegram genutzt. Laut Amadeu Antonio Stiftung mobilisierte die Identitäre Bewegung via Discord.
Über soziale Medien wurde das Gerücht verbreitet, der vermeintliche Anlass des Streits sei eine sexuelle Belästigung gewesen. Die Polizei dementierte diese Darstellung als nicht durch die bisherigen Ermittlungen gedeckt. Auch wurde am 26. August zeitweise über den Tod eines weiteren bei dem Vorfall Verletzten berichtet. Diverse solche Falschmeldungen wurden auch von der örtlichen Boulevardpresse – namentlich dem Internetangebot tag24.de der Chemnitzer Morgenpost – weiterverbreitet.
Am Mittag schrieb der AfD-Bundestagsabgeordnete Markus Frohnmaier auf Twitter, es sei heute „Bürgerpflicht, die todbringendendie [sic] ‚Messermigration‘ zu stoppen.“
Am Nachmittag des 26. August 2018 fanden in Chemnitz zwei rechte Demonstrationen statt: Eine AfD-Demonstration mit hundert Teilnehmern blieb nach Polizeiangaben friedlich. Auf einer anderen, zu der Kaotic Chemnitz, eine Gruppe rechtsextremer Hooligans, aufgerufen hatte, kamen rund 800 Demonstranten am zentralen Karl-Marx-Monument zusammen und zogen durch das Stadtzentrum. Dabei riefen die Hooligans Parolen wie etwa „Wir sind die Krieger, wir sind die Fans, Adolf Hitler, Hooligans“. Laut Einschätzung des Verfassungsschutzes Berlin waren auch bis zu 50 Personen aus Berlin (Rechtsextreme, Hooligans und Reichsbürger der Gruppe „Staatenlos“) zu dem Marsch nach Chemnitz angereist. Aus dieser Demonstration heraus wurden, wie Videoaufnahmen zeigen, Polizeibeamte angegriffen und zu Boden geworfen. Auch lösten sich vielfach Teilnehmer aus der Demonstration und verfolgten auf kurze Distanz unter rassistischen Beschimpfungen Fliehende, die sie für Migranten hielten. Dreißig Strafverfahren wegen Körperverletzung wurden aufgenommen, dreißig weitere wegen Verwendens von Kennzeichen verfassungswidriger Organisationen. Das Stadtfest war aufgrund der Demonstrationsankündigung vorzeitig abgebrochen worden. Im Zuge der Demonstrationen am 26. August bestätigte die Polizei vier Anzeigen.
In überregionalen und internationalen Medien war daraufhin von einer „Hetzjagd“ die Rede. Die Redaktion der in Chemnitz ansässigen Tageszeitung Freie Presse vermied hingegen in ihrer Berichterstattung bewusst diesen Begriff, da der in Protesten „offen zu Tage getretene Hass“ keiner weiteren „Dramatisierung“ bedürfe. Zudem kenne man auch kein Video, das eine Hetzjagd dokumentiere, und wisse nur, dass es mehreren Anzeigen zufolge nach der Demonstration Angriffe auf Migranten gegeben haben solle. Die RAA Sachsen berichtete mit Verweis auf eine hohe Dunkelziffer von dreißig gemeldeten Angriffen auf Menschen in Chemnitz in den Tagen um die Demonstration, alleine am 26. August seien sechs rassistisch motivierte Angriffe gemeldet worden, darunter fünf Körperverletzungen. Die Äußerung des sächsischen Ministerpräsidenten Michael Kretschmer in einer Regierungserklärung, es habe „keinen Mob, […] keine Hetzjagd, […] kein Pogrom“ gegeben, stieß angesichts der zahlreichen vorliegenden gegenteiligen Hinweise auf solche Vorfälle auf massive Kritik. Die stellvertretende Regierungssprecherin Ulrike Demmer entgegnete, es gebe nach „den Ausschreitungen in Chemnitz“ „nichts kleinzureden“, Filmaufnahmen zeigten, dass Menschen ausländischer Herkunft nachgesetzt worden sei und dass Journalisten bedroht worden seien. Bundeskanzlerin Angela Merkel verurteilte die Ausschreitungen mehrfach und verwies auf die Bilder, die „sehr klar Hass und damit auch die Verfolgung unschuldiger Menschen“ gezeigt hätten.

### 27. August
Die Versammlungen am 27. August 2018 wurden durch die rechtspopulistische Bürgerbewegung Pro Chemnitz und die Gegendemo von der Partei Die Linke angemeldet. Sie mobilisierten ca. 6.000 bzw. 1.500 Personen. Wie berichtet wurde, nahmen an der Demonstration von „Pro Chemnitz“ zahlreiche, aus verschiedenen Bundesländern angereiste Rechtsextreme teil, so auch Mitglieder der NPD-Jugendorganisation sowie bekannte Vertreter der neonazistischen Parteien Der III. Weg und Die Rechte. Mobilisiert hatten ebenso die Kameradschaftsszene, Pegida und die Identitäre Bewegung. In einer Rede äußerte Martin Kohlmann von Pro Chemnitz Zweifel, ob eine Integration von Zugewanderten überhaupt möglich sei: „Einen Fuchs kann man nicht in den Hühnerstall integrieren“. Er forderte, dass alle Ausländer, die sich nicht „an unsere Regeln“ halten würden, ausreisen müssten, und polemisierte gleichzeitig gegen deutsche „Eliten“. Auf Facebook rühmten sich die baden-württembergischen AfD-Landtagsabgeordneten Stefan Räpple und Hans-Peter Stauch, nach Chemnitz gefahren zu sein und an der Demonstration teilgenommen zu haben. Beide veröffentlichten auch Fotos ihrer Teilnahme bei Twitter und schrieben dazu u. a.: „Falls ich später mal gefragt werden sollte, wo ich am 27. August 2018 war, als die Stimmung in #Deutschland kippte: Ja, ich war in #Chemnitz dabei!“ Der Verfassungsschutz Berlin sprach von einem „offenkundigen Schulterschluss“ von Rechtsextremisten mit der AfD bei dem sogenannten Trauermarsch: „Die ideologischen Grenzen zwischen dem traditionellen rechtsextremistischen Spektrum und der muslimfeindlichen Szene wurden in Chemnitz zumindest vorübergehend überwunden.“
Die Polizeidirektion Chemnitz wurde durch die sächsische Bereitschaftspolizei unterstützt und schirmte die beiden Demonstrationszüge mit knapp 600 Beamten voneinander ab. Die vergleichsweise geringe Anzahl der Einsatzkräfte wurde mit der angemeldeten Zahl der Demonstranten begründet, die für beide Demonstrationen bei jeweils 1.500 gelegen hätte. Bei der Abreise wurde eine Gruppe Rechter von linken Gegendemonstranten angegriffen. Teilnehmer der Gegendemonstration berichteten über Jagdszenen Rechtsextremer auf Gegendemonstranten und Journalisten. Der Bundesinnenminister Horst Seehofer bot der sächsischen Landespolizei zukünftig Unterstützung der Bundespolizei an.
Am Abend wurde das jüdische Lokal „Schalom“ von einem Dutzend Vermummter angegriffen, die antisemitische Parolen riefen.

### 29. August
Die Vorsitzenden der AfD-Landesverbände Sachsen, Thüringen und Brandenburg riefen gemeinsam mit der fremdenfeindlichen Pegida zu einem „Schweigemarsch“ am 1. September in Chemnitz auf. Damit wolle man der „Opfer der illegalen Migrationspolitik“ gedenken.
Am selben Tag forderte der Freistaat Sachsen die Hilfe der Bundespolizei an. Laut Polizeidirektion Chemnitz war die Unterstützung schon am Folgetag beim „Sachsengespräch“ mit Ministerpräsident Michael Kretschmer (CDU) und der Chemnitzer Oberbürgermeisterin Barbara Ludwig im Einsatz. Als Verstärkung wurden zudem auch Bereitschaftspolizisten aus Sachsen, Sachsen-Anhalt, Bayern, Berlin, Hessen und Thüringen angefordert.

### 30. August
Ministerpräsident Kretschmer besuchte mit Kabinettskollegen Chemnitz. Der Termin für diese Veranstaltung, die im Stadion an der Gellertstraße zusammen mit der Oberbürgermeisterin Barbara Ludwig (SPD) und rund 500 Zuhörern stattfand, stand schon im Frühjahr 2018 fest und war Teil der „Sachsengespräche“, die seit Anfang 2018 in allen Landkreisen und großen Städten des Freistaates stattfinden. Für die gleiche Zeit rief „Pro Chemnitz“ erneut zu einer Demonstration auf. Rund 1.000 Teilnehmer, darunter wieder Rechtsextremisten, demonstrierten gegen Kretschmer vor dem Stadion. Die Polizei war mit insgesamt mehr als 1.200 Einsatzkräften, darunter zehn Hundertschaften, involviert, darunter verstärkt durch die Bundespolizei und rund 60 Polizisten aus Hessen.

### 1. September
Am Vortag informierten Polizei und DFL über die vom sächsischen Innenministerium verfügte Absage des Dresdner Spiels der 2. Fußball-Bundesliga, da aufgrund von Demonstrationen in Chemnitz die für Dresden vorgesehenen Polizeikräfte nicht zur Verfügung stünden. Die sächsische Polizei wurde in Chemnitz von Einsatzkräften der Polizei Nordrhein-Westfalen unterstützt, die daher geplante Vorführungen auf dem Essener Nordrhein-Westfalen-Tag absagte, zwei Zügen einer Hundertschaft des Unterstützungskommandos der Bereitschaftspolizei Nürnberg, einer Beweissicherungs- und Festnahmeeinheit (BFE) der Polizei Mecklenburg-Vorpommern sowie Kräfte aus Baden-Württemberg, Brandenburg, Bremen, Hessen, Niedersachsen, Rheinland-Pfalz und Sachsen-Anhalt unterstützt. Insgesamt waren mehr als 2000 Beamte aus verschiedenen Bundesländern und des Bundes im Einsatz.

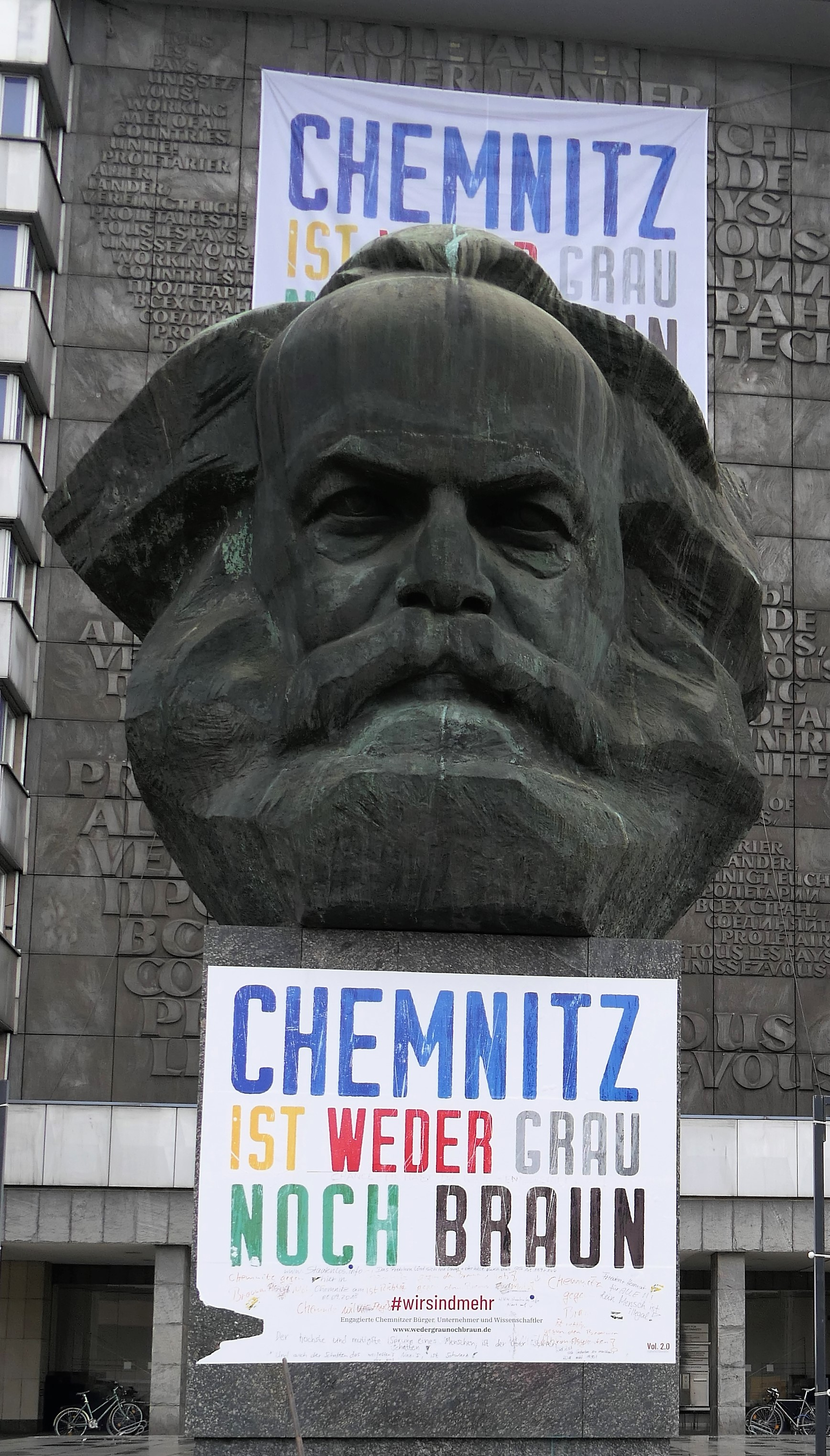
Spruchbänder am Karl-Marx-Monument: „Chemnitz ist weder grau noch braun“

Am 1. September startete ein Bündnis Chemnitzer Bürger, Unternehmer und Wissenschaftler mit großflächigen Anzeigen in Medien sowie Plakaten in der Stadt die Aktion „Chemnitz ist weder grau noch braun“.
Insgesamt vier Demonstrationen waren für diesen Tag in Chemnitz angemeldet:
- eine Demonstration der Chemnitzer Friedensgruppen zum Weltfriedenstag am Roten Turm, angemeldet für 100 Teilnehmer[101]
- die stationäre Kundgebung des Bündnisses Chemnitz Nazifrei unter dem Motto „Herz statt Hetze“ an der Johanniskirche,[101] zu der verschiedene Parteien, Vereine, stadtgesellschaftliche Gruppen, Unternehmen und Einzelpersonen aufgerufen hatten.
Auf der Veranstaltung nahmen auch Bundespolitiker wie die Ministerpräsidentin von Mecklenburg-Vorpommern Manuela Schwesig (SPD), der Vorsitzende der Linksfraktion Dietmar Bartsch und die Bundesvorsitzende von Bündnis 90/Die Grünen Annalena Baerbock teil, außerdem spielten die Punkrock- und Electropunk-Bands Madsen und Egotronic; ca. 1.000 Teilnehmer wurden angemeldet.[102] Nach offiziellen Angaben beteiligten sich rund 3.500 Menschen.[97]

- eine für ca. 1000 Teilnehmer angemeldete Demonstration der Wählervereinigung „Bürgerbewegung Pro Chemnitz“.
Die von 16 Uhr bis 17:30 Uhr angemeldete Demonstration[101] wurde nach Angaben der Polizei bereits um 16:40 Uhr vom Organisator ohne nennenswerte Vorkommnisse aufgelöst, die Teilnehmer schlossen sich daraufhin nach Polizeibeobachtungen größtenteils der für 17 Uhr angemeldeten Demonstration von AfD und Pegida an.[97]
- ein von Pegida, AfD Sachsen, AfD Brandenburg und AfD Thüringen gemeinsam für 500 bis 1.000 Teilnehmer angemeldeter „Schweigemarsch“ unter dem Motto „Wir vergessen nicht“.[101]
Die Veranstalter hatten gebeten, über Deutschlandfahnen hinaus auf das Mitführen von Plakaten zu verzichten.[103] Letztlich wurde der sogenannte „Trauermarsch“ von Teilnehmern mit großformatigen Fotos von Opfern von Tötungsdelikten der letzten Jahre angeführt, was von Angehörigen einer der Getöteten als „Instrumentalisierung … für Hetze, Rassismus und Hass“ und „perverse Verdrehung“ deren Lebens massiv kritisiert wurde.[104] Auch der thüringische AfD-Landtagsfraktionsvorsitzende Björn Höcke trat auf und sang mit den Kundgebungsteilnehmern die Nationalhymne. Den Demonstrationszug führten Uwe Junge (MdL, AfD Rheinland-Pfalz), Andreas Kalbitz (AfD Brandenburg, Mitglied des Bundesvorstandes), Björn Höcke (AfD-Vorsitzender Thüringen) sowie aus dem Führungskreis der Pegida u. a. Lutz Bachmann und Siegfried Däbritz an. Daneben zählten zahlreiche prominente Rechtspopulisten und Rechtsextremisten wie Martin Sellner[105] (führender Akteur der Identitären Bewegung), Maik Arnold (bis zu deren Verbot Anführer der „Nationalen Sozialisten Chemnitz“), Christian Fischer (einer der Köpfe der verbotenen Heimattreuen Deutschen Jugend), Götz Kubitschek (Aktivist der Neuen Rechten), Michael Stürzenberger (islamfeindlicher Aktivist)[105] und Yves Rahmel (rechtsextremer Musikvertreiber und -veranstalter) zu den Teilnehmern. Michael Nattke, Rechtsextremismusexperte beim Kulturbüro Sachsen, sah die Demonstration als ein „Who's Who der neonazistischen Szene“ über Sachsen hinaus an.[106] Während der Kundgebung, auf der „Wir sind das Volk“, „Lügenpresse“ und „Widerstand“ gerufen wurde, kam es auch – insbesondere nach der Auflösung – zu Handgreiflichkeiten. An den rechtspopulistischen Demonstrationen nahmen nach Angaben der Stadt Chemnitz rund 4.500 Teilnehmer teil.[107][108] Da die genehmigte Demonstration durch Gegendemonstranten zunächst blockiert wurde, sodass die Demonstrationszeit abgelaufen gewesen sei, wurde sie nach polizeilicher Aufforderung von der Demonstrationsleitung aufgelöst.[109] Wie das Amt für Verfassungsschutz Thüringen am 6. September 2018 bekanntgab, war die offene Kooperation der AfD Thüringen mit Rechtsextremen bei diesem „Schweigemarsch“ einer der Gründe, zu prüfen, ob die AfD Thüringen beobachtet werden müsse.[110]

Die Polizei sprach zunächst von 9.500 Teilnehmern an allen Chemnitzer Demonstrationen dieses Tages zusammen und korrigierte diese Zahl später auf 11.000 Menschen. Insgesamt gingen 37 Strafanzeigen ein, mehrheitlich Körperverletzungen, Sachbeschädigungen und Straftaten nach dem Versammlungsgesetz. Am Folgetag der Veranstaltungen waren der Polizei 18 Verletzte während des Einsatzgeschehens bekannt, darunter drei Polizeibeamte. Erneut war es zur Jagd auf Flüchtlinge gekommen, ein von Vermummten verprügelter Afghane musste in die Notaufnahme eines Krankenhauses gebracht werden.
Eine Gruppe Sozialdemokraten im Umfeld des Bundestagsabgeordneten Sören Bartol wurde auf dem Weg zum Bus tätlich angegriffen, die Betroffenen beschrieben die Täter als Rechtsradikale mit Schlagstöcken. Die Polizei schritt ein; Bartol selbst wurde nicht persönlich angegriffen.
Die Berichterstattung über die angemeldeten rechten Kundgebungen und die Ereignisse an deren Rande waren für Journalisten gefährlich. Aus der Menge heraus griffen immer wieder rechte Kundgebungsteilnehmer gezielt Reporter, Fotografen und Kamerateams an; Demonstrationsteilnehmer gingen Medienvertreter verbal als „Lügenpresse“ an und Ausrüstung wurde zerstört. Einige Chefredakteure erhoben deshalb schwere Vorwürfe gegen die eingesetzte Polizei; man habe „noch nie so viel Hass auf Medien erlebt“. Der sächsische Landesverband der Journalistengewerkschaft DJV forderte seine betroffenen Mitglieder auf, Anzeige zu erstatten. Vereinzelt gab es jedoch von Reportern auch Lob für die polizeiliche Arbeit. Die Polizei bat später Medienvertreter, die in ihrer Arbeit behindert wurden, sich zu melden.

### 2. September
Auf dem Neumarkt in Chemnitz organisierte eine Privatperson eine Kundgebung unter dem Motto „Chemnitzer Bürger setzen ein demokratisches Zeichen gegen Gewalt und Fremdenhass“. Dazu wurden rund 500 Teilnehmer angemeldet. Ebenfalls auf dem Neumarkt fand nahe der Stadtkirche St. Jakobi eine Kundgebung der Evangelisch-Lutherischen Kirche Chemnitz statt. Dort versammelten sich rund 1000 Menschen unter dem Motto „Wir in Chemnitz –aufeinander hören, miteinander handeln“. Zu den Teilnehmern gehörten Ministerpräsident Michael Kretschmer und Landesbischof Carsten Rentzing.

### 3. September

Logo von WirSindMehr auf Twitter

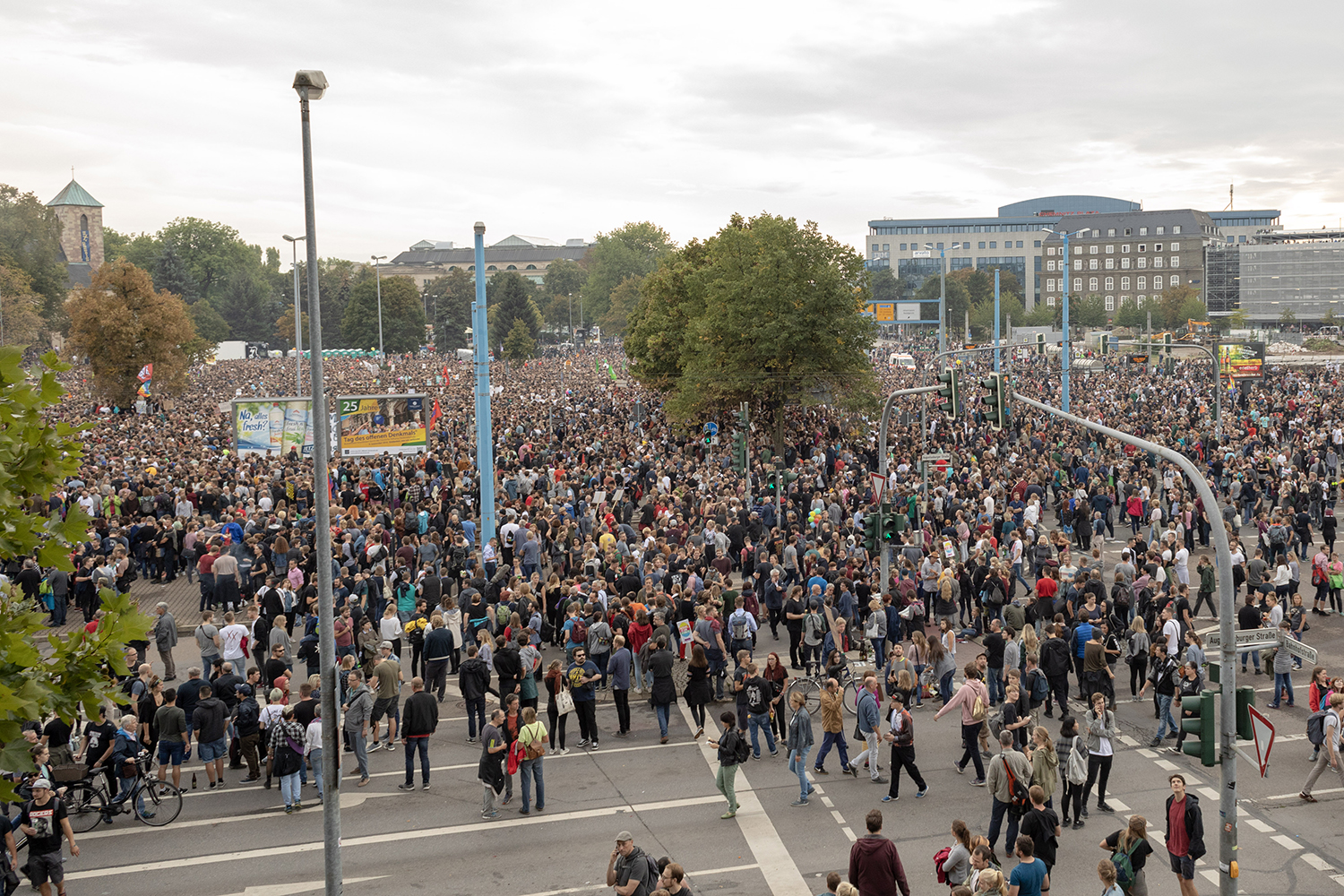
Besucher des Konzertes Wir sind mehr

Ein unter dem Motto bzw. Hashtag #wirsindmehr von der Chemnitzer Band Kraftklub initiiertes kostenloses Konzert gegen Rechts fand in der Chemnitzer Innenstadt statt. Die Veranstaltung wurde vom Stadtmarketing Chemnitz getragen und bot Auftritte von Künstlern wie Casper, Die Toten Hosen, Feine Sahne Fischfilet, K.I.Z, Marteria, Nura sowie Trettmann. Das Konzert musste vom ursprünglich geplanten Veranstaltungsort am Karl-Marx-Monument an der Brückenstraße auf den Parkplatz an der Johanniskirche verlegt werden. Am Monument war stattdessen ein DJ-Set des Berliner Clubs About Blank aufgebaut. Das Konzert wurde von rund 65.000 Zuschauern besucht, die aus ganz Deutschland angereist waren. Eine Gegendemonstration des Vereins Thügida und der Bürgerbewegung Pro Chemnitz unmittelbar neben dem Konzertgelände unter dem Motto „Gegen antideutsche Kommerzhetze“ wurde mit der Begründung, dass die Veranstaltungsfläche bereits belegt sei, von der Stadtverwaltung untersagt. Das von den Antragstellern angerufene Verwaltungsgericht Chemnitz betonte in seinem Urteil, dass nicht nur aufgrund der „politischen Botschaft, die durch das Konzert übermittelt werden sollte“, sondern auch „[a]ufgrund des nicht-kommerziellen Auftritts der Künstler“ das Konzert nach Art. 8 GG unter den Schutz der Versammlungsfreiheit falle.

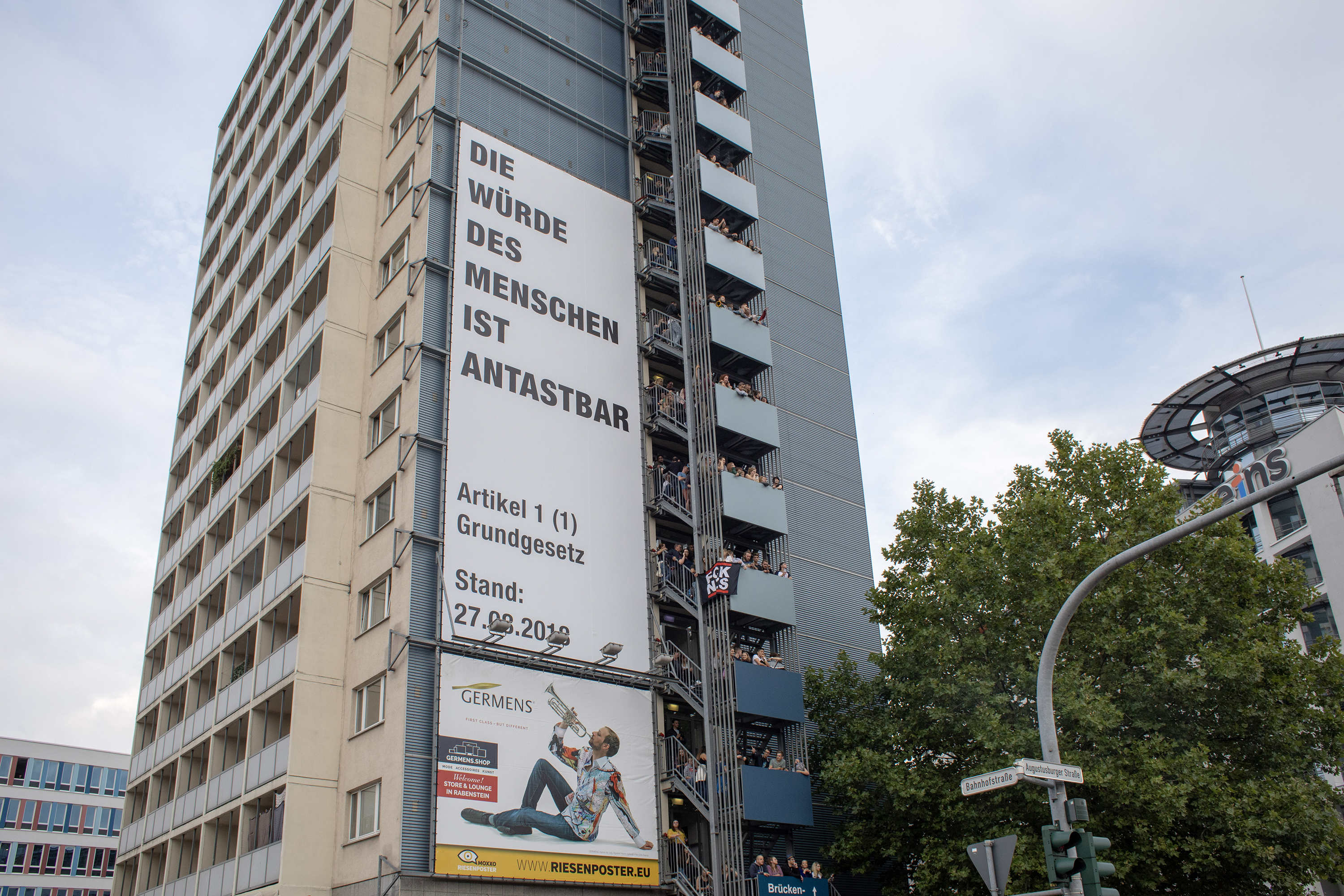
Plakat des Kulturbündnisses „Hand in Hand“ an einem Hochhaus

CDU-Generalsekretärin Annegret Kramp-Karrenbauer kommentierte den Auftritt der Punkband Feine Sahne Fischfilet in der Zeitung Die Welt: „Das, was wir wollen, ist, unsere Demokratie und unseren Rechtsstaat gegen Rechts zu schützen. Und wenn man das dann mit denen von Links tut, die genau in der gleichen Art und Weise auf Polizeibeamte verbal einprügeln […], dann halte ich das für mehr als kritisch.“
Michael Kretschmer, der Kraftklub vor Monaten noch als „unmögliche linke Band“ bezeichnet hatte, bedankte sich für ihr Engagement.
Nach einer Auswertung des Mikrobloggingdienstes Twitter war #WirSindMehr der meistgenutzte deutsche Debattenhashtag des Jahres 2018.

### 5. September
Bürgerrechtler und DDR-Oppositionelle formulierten die Erklärung zu Chemnitz, einen von über 100 Unterstützern unterzeichneten Appell, den Mord an Daniel H. nicht politisch zu instrumentalisieren und Parolen der DDR-Bürgerbewegung nicht zu missbrauchen. Verfasser der Erklärung waren Stephan Bickhardt, Almut Ilsen und Rüdiger Rosenthal. Veröffentlicht wurde der Text auf der Website der Robert-Havemann-Gesellschaft. In ihrer Erklärung hoben sie hervor, dass sich einige Protestierende von Pegida, AfD und der Bürgerbewegung Pro Chemnitz auf die Bürgerrechtsbewegung der DDR und das Zitat von Bärbel Bohley „Wir wollten Gerechtigkeit und bekamen den Rechtsstaat“ berufen. Die Verfasser der Erklärung greifen das Zitat auf und leiten ihren Appell daraus ab. Zudem fordern die Verfasser der Erklärung, auch jene anzuklagen, die den Mord für Volksverhetzung, Gewaltaufrufe und verfassungsfeindliche Aktivitäten instrumentalisieren. Explizit ausgenommen von ihrer Kritik sind nach Formulierung der Verfasser „die große Mehrheit friedlich trauernder und teilweise zu Recht über die Versäumnisse der Politik verärgerten sächsischen Bürgerinnen und Bürger“.
Andere Vereinigungen von Bürgerrechtlern griffen die Erklärung auf und verbreiteten sie. Auch kirchliche Einrichtungen publizierten Artikel zur Erklärung. Ilko-Sascha Kowalczuk kritisierte im Interview mit dem Spiegel die Erklärung, weil sie als „Konsenspapier“ „auf Allgemeinplätzen beruhe“ und den Eindruck erwecke, sie wolle lediglich „das Erbe der Bürgerrechtler retten“. Auch in der weiteren Presse wurde die Erklärung breit diskutiert. Die Bundesstiftung Aufarbeitung begrüßte die Erklärung. Auch in der Folgezeit beklagten Bürgerrechtler weiterhin vor allem den Missbrauch von Bürgerrechtler-Slogans für rechte Propaganda.

### 7. September
An diesem Tag waren erneut zwei Großdemonstrationen angemeldet und die Polizei mit rund 1.300 Einsatzkräften (11 Hundertschaften), darunter Reiterstaffeln, Hubschrauber und Wasserwerfer, involviert. Die Kundgebung der „AG Migration und Vielfalt“ der SPD Sachsen und des Theaters Chemnitz bot unter dem Motto „Gemeinsam stärker – Kultur für Offenheit und Vielfalt“ ein kostenfreies Freiluftklassikkonzert. Es traten etwa 500 Musiker auf, darunter Solisten, Chöre der Oper Chemnitz, die Robert-Schumann-Philharmonie, die Singakademie Chemnitz, der Universitätschor der Technischen Universität Chemnitz sowie Mitglieder verschiedener überregionaler Chöre. Etwa 5000 Besucher sahen das Konzert und gaben Spenden, die zu einem Teil an die Angehörigen des Opfers gehen, zum anderen an das Bündnis Chemnitz nazifrei und die Opferberatung RAA Sachsen.
Gleichzeitig versammelten sich etwa 2350 Menschen zu einem rechtsextremen Aufmarsch der Bürgerbewegung Pro Chemnitz, angemeldet waren 1000 Teilnehmer. Unter den Teilnehmenden der Demonstration befanden sich erneut zahlreiche Rechtsextreme und Hooligans, darunter auch die langjährigen Neonazi-Funktionäre Christian Worch und Dieter Riefling.
Zu Gegenprotesten kamen laut Schätzungen der Polizei rund 1000 Menschen. Um die Demonstranten zu trennen, waren Beamte aus sieben Bundesländern im Einsatz; die Kundgebungen verliefen fast störungsfrei. Die Veranstalter der Gegenkundgebung äußerten ihr Unverständnis, dass Stadt und Polizei die rechtsgerichtete Demonstration erneut genehmigt hätten. „Pro Chemnitz“, der AfD und der Pegida gehe es nicht um den getöteten Daniel H., „sondern um den Aufbau einer faschistischen Massenbewegung“.

### 13. September

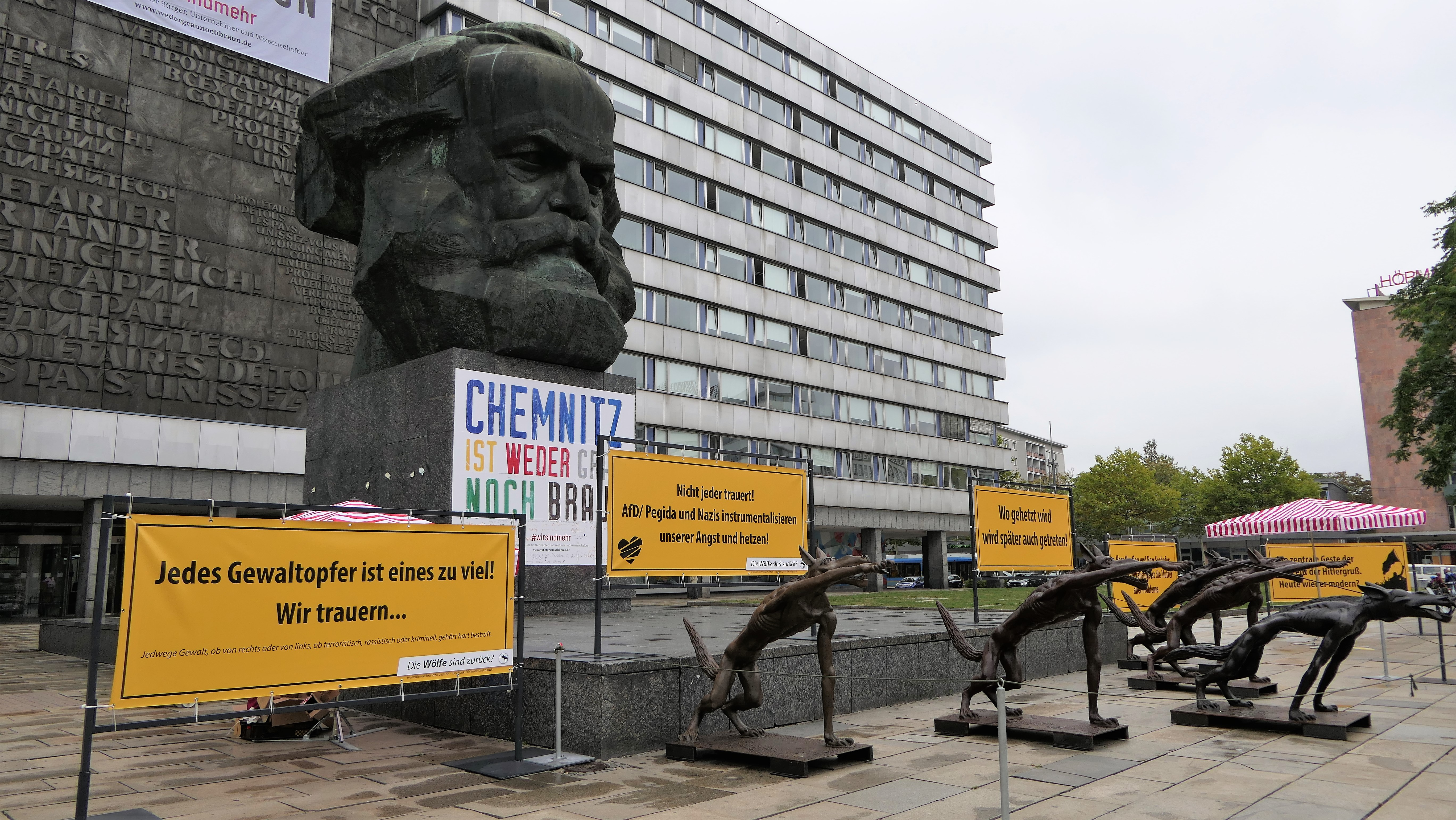
Kunstaktion vor dem Karl-Marx-Monument mit Wolfplastiken

Der Brandenburger Bildhauer Rainer Opolka veranstaltete am 13. September 2018 am Karl-Marx-Denkmal mit zehn Bronzewölfen eine eintägige Kunstaktion gegen Hetze und Gewalt in Chemnitz. Einige der Tierplastiken zeigten den Hitlergruß, andere stellten Mitläufer dar. Flankiert wurde diese Aktion mit Schildern mit Sätzen wie „Wo gehetzt wird, wird später auch getreten!“ und „Herr Maaßen und Herr Seehofer: Rechtsradikalismus ist die Mutter aller Probleme“.

### 14. September
Eine Woche nach dem 7. September gab es erneut eine Demonstration der Bewegung Pro Chemnitz, an der nach Polizeiangaben ca. 3500 Menschen teilnahmen. Damit steigerte sich die Teilnehmerzahl der Pro Chemnitz-Veranstaltung im Vergleich zur Vorwoche deutlich. Zwischenzeitlich war in Köthen (Sachsen-Anhalt) ein Deutscher während einer Auseinandersetzung mit Afghanen verletzt worden und später an Herzversagen gestorben, was der Redner Martin Kohlmann thematisierte.
Bei der Versammlung wurden laut Polizei 18 Straftaten angezeigt. So führten Versammlungsteilnehmer Quarzsandhandschuhe, Vermummungsgegenstände oder andere Schutzbewaffnung mit sich. Ein 26-Jähriger trug eine Kette mit einem Hakenkreuzanhänger, woraufhin Anzeige wegen des Verwendens von Kennzeichen verfassungswidriger Organisationen aufgenommen wurde. Ein weiterer Teilnehmer soll den Hitlergruß gezeigt und damit ebenfalls gegen § 86a Strafgesetzbuch verstoßen haben. Die Polizei war mit 900 Beamten im Einsatz.

## Weitere Straftaten

### Angriff auf jüdisches Restaurant

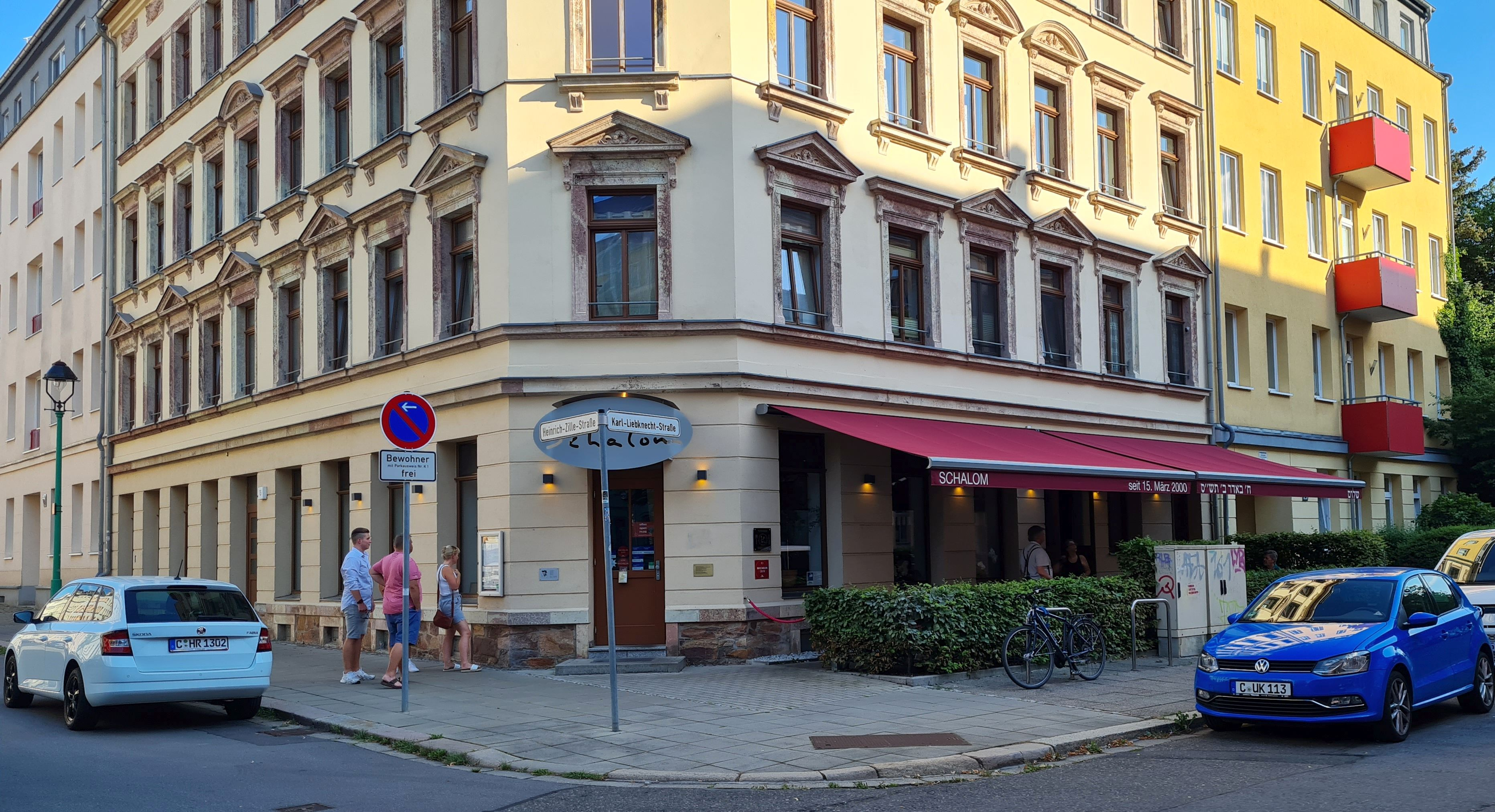
Restaurant „Schalom“ (2022)

Erst zwei Wochen nach Beginn der Ausschreitungen wurde einer größeren Öffentlichkeit bekannt, dass mutmaßlich Neonazis am zweiten Tag der Demonstrationen, dem 27. August, das einzige koschere Restaurant in Sachsen und dessen Inhaber Uwe Dziuballa attackiert hatten. Das Innenministerium erklärte, dass „derzeit eine politisch motivierte Tat mit einem antisemitischen Hintergrund naheliege“, Ermittlungen dazu seien jedoch noch nicht abgeschlossen.
Dziuballa war nach eigener Schilderung gegen 21:40 Uhr, kurz nach dem Ende eines Vortrags über die „Arisierung“ jüdischer Unternehmen in der Zeit des Nationalsozialismus, von einem Dutzend schwarz Vermummter vor dem Restaurant mit Steinen, Flaschen und einer Eisenstange angegriffen worden. Das Lokal sei am Ruhetag bis auf zwei Gäste schon leer gewesen. Er sei an der Schulter verletzt worden, und die Fensterscheibe sowie die Fassade seien beschädigt worden. Die Angreifer hätten gerufen: „Judenschwein, verschwinde aus Deutschland“. Nach seinem Notruf seien Bereitschaftspolizisten innerhalb weniger Minuten zur Stelle gewesen. Das Schalom in der Heinrich-Zille-Straße, zugleich Sitz des Vereins Shalom e. V. – Deutsch-Israelisch-Jüdische Begegnungsstätte Chemnitz, sei seit der Eröffnung 2000 öfters Ziel antisemitischer Übergriffe, Schmierereien und Belästigungen gewesen. 2012 hatte Dziuballa bereits von regelmäßigen Angriffen, Fehlern bei der Beweissicherung durch die Polizei und der Bitte der Staatsanwaltschaft berichtet, eine (ursprünglich von einem MDR-Kamerateam erstattete) Anzeige wegen Zeigens des Hitlergrußes zurückzuziehen.
In seiner Regierungserklärung vor dem Landtag in Dresden, in der er mehr als eine Woche nach dem Angriff auf die Ausschreitungen in Chemnitz und ihr deutschlandweites Echo einging, hatte der sächsische Ministerpräsident Michael Kretschmer diesen Übergriff nicht angesprochen.
Die Schäden an dem Lokal wurden erst zehn Tage nach der Tat aufgenommen und registriert. Bis dahin waren die Kriminalpolizei und das Innenministerium nur von „versuchter Sachbeschädigung“ ausgegangen. Dziuballa wandte sich daraufhin mit einem Brief an den Ministerpräsidenten Kretschmer. Das Jüdische Forum für Demokratie und gegen Antisemitismus (JFDA) kritisierte das Vorgehen der sächsischen Behörden bei diesem „gewaltigen Fall von Antisemitismus“. Es sei „ungeheuerlich, dass in Chemnitz ein vermummter Mob das einzige jüdische Restaurant attackiert, antisemitische Parolen ruft und die Öffentlichkeit erst Tage später von dem Fall erfährt“.
Dziuballa erklärte in der Jüdischen Allgemeinen: „Es brodelt schon länger, seit 2015“, weshalb es ihn gewundert habe, dass Politiker in Sachsen ihrerseits jetzt „verwundert“ seien über die eskalierende Gewalt und dass der Tod eines jungen Mannes von Rechten ausgenutzt wurde.
Das sächsische Innenministerium geht von einer politisch motivierten Tat mit antisemitischem Hintergrund aus, weshalb das polizeiliche Terrorismus- und Extremismus-Abwehrzentrum eingeschaltet wurde.
Am 8. September 2021 musste sich ein politisch rechtsgerichteter 30-Jähriger für die Tat vor dem Amtsgericht Chemnitz verantworten. Der mehrfach vorbestrafte Mann wurde noch am selben Tag zu einer Haftstrafe von einem Jahr, die auf drei Jahre zur Bewährung ausgesetzt ist, verurteilt. Weitere Beteiligte konnten nicht gefasst werden.

### Terrorismusverdacht gegen rechtsextreme Gruppe „Revolution Chemnitz“
Im Anschluss an eine Kundgebung von Pro Chemnitz verlangte am 14. September 2018 auf der Schloßteichinsel eine Gruppe von mindestens 15 Personen, die sich als „Bürgerwehr“ und „Unterstützer der Polizei“ bezeichneten, die Ausweise einer aus deutschen Jugendlichen bestehenden Geburtstagsgesellschaft, die daraufhin die Polizei alarmierte. Anschließend begab sich die Gruppe zu einer anderen, siebenköpfigen Gruppe aus Deutschen, Iranern und Pakistanern und beschimpfte sie fremdenfeindlich. Ein Iraner wurde mit einer Glasflasche am Kopf verletzt und erlitt eine Platzwunde. 15 Tatverdächtige wurden festgenommen, gegen 6 von ihnen erging Haftbefehl: Ihnen wird gefährliche Körperverletzung in Tateinheit mit Landfriedensbruch vorgeworfen. Die Wohnungen aller Personen dieser Gruppe wurden später durchsucht. Anschließend übernahm das Terrorismus- und Extremismus-Abwehrzentrum der sächsischen Polizei die Ermittlungen.
Am 1. Oktober 2018 wurden im Zusammenhang mit diesem Vorfall in Sachsen und Bayern auf Weisung der Bundesanwaltschaft sieben Männer aus Chemnitz wegen des Verdachts der Bildung einer rechtsterroristischen Vereinigung festgenommen. Sie sollen gemeinsam mit dem 31 Jahre alten Christian K., der sich schon seit den Vorfällen auf der Schloßteichinsel in Untersuchungshaft befand und als Führungsfigur der Gruppe gilt, eine Vereinigung namens „Revolution Chemnitz“ gegründet haben, die bewaffnete Anschläge auf Ausländer und politisch Andersdenkende geplant hatte. Ein Teil der Informationen über die Gruppe stammt aus einem entschlüsselten Internetchat der Gruppe. Bereits für den 3. Oktober, den Tag der Deutschen Einheit, soll eine nicht näher bekannte Aktion der Gruppe geplant gewesen sein, für welche die Überfälle auf der Insel als „Probelauf“ bezeichnet wurden. Darüber hinaus hatte sich die Gruppe nach Angaben der Ermittler intensiv um die Beschaffung von halbautomatischen Schusswaffen, u. a. einer Heckler & Koch MP5, bemüht. Einem Bericht der Süddeutschen Zeitung zufolge befürchteten Ermittler der Polizei, dass diese selbsternannten „Revolutionäre“ (die in ihrem Chat den NSU, mit dem sie sich verglichen, großsprecherisch eine „Kindergarten-Vorschulgruppe“ nannten) gemeinsam mit anderen rechtsterroristischen Gruppierungen gehandelt haben. Der Politikwissenschaftler und Rechtsextremismus-Experte Hajo Funke vertrat gegenüber der Süddeutschen Zeitung die Ansicht, dass es schon seit mehr als 20 Jahren in Chemnitz ein „terroraffines Netzwerk“ gebe. Nicht ohne Grund seien die NSU-Haupttäter, Uwe Mundlos, Uwe Böhnhardt und Beate Zschäpe, zunächst nach Chemnitz gegangen, als sie untertauchten. An dem Einsatz am 1. Oktober waren insgesamt über 100 Beamte der sächsischen Polizei beteiligt. Fünf der Verhafteten waren an den Übergriffen auf der Schloßteichinsel am 14. September beteiligt. Für alle acht Verdächtigen wurde Untersuchungshaft angeordnet.

### Weitere Ermittlungen und Einstellung von Verfahren
Rund 15 Monate nach der Attacke auf das jüdische Restaurant Schalom hat die Polizei einen Tatverdächtigen in Niedersachsen ermittelt. Laut Landeskriminalamt haben die Behörden „im unmittelbaren zeitlichen und örtlichen Zusammenhang mit dem Demonstrationsgeschehen“ bislang 78 Beschuldigte ermittelt. Gegen 19 von ihnen seien bisher Anklagen erhoben oder Strafbefehle beantragt worden.
Im Januar 2024 stellte das Landgericht Chemnitz Verfahren gegen drei von ursprünglich neun Angeklagten ein. Sie mussten jeweils 1.000 Euro an soziale Einrichtungen zahlen. Zuvor hatte sich die Zahl der Angeklagten bereits dezimiert, unter anderem wegen Verfahrenseinstellungen oder weil ein Angeklagter untergetaucht und ein anderer in der Psychiatrie war. Im Mai 2024 entschied das Landgericht Chemnitz Gerichtsverfahren gegen alle (neun) Beschuldigten aufgrund fehlenden Tatverdachts abzulehnen.

## Reaktionen

### Parteien und Organisationen in Deutschland

#### Sächsische Landesregierung
Sachsens Ministerpräsident Michael Kretschmer kündigte in einer Stellungnahme ein härteres Vorgehen gegen extremistische Straftäter an, nannte den sächsischen Staat „handlungsfähig“ und betonte das Gewaltmonopol des Staates. Die politische Instrumentalisierung durch Rechtsextremisten nannte er „abscheulich“. Gleichzeitig widersprach er in einer Regierungserklärung im Sächsischen Landtag Kanzlerin Merkel und sagte sinngemäß, es habe keinen Mob, keine Hetzjagden und keine Pogrome gegeben. Martin Dulig, Kretschmers Koalitionspartner von der SPD und stellvertretender Ministerpräsident, erklärte im Gespräch mit sternTV: „Das ist passiert, das ist real. Und es ist beklemmend, weil man wirklich sieht, wie viel Hetze dabei ist und wie aus Hass auch Gewalt wird.“

#### Bundesregierung
Bundeskanzlerin Angela Merkel (CDU) kündigte an, Chemnitz besuchen zu wollen. Sie nahm eine entsprechende Einladung der Oberbürgermeisterin Barbara Ludwig an. Bundesfamilienministerin Franziska Giffey (SPD), die einzige ostdeutsche Bundesministerin, kam am 31. August 2018 nach Chemnitz. Am Gedenkort für den getöteten Daniel H. legte sie Blumen nieder und sprach anschließend mit Vertretern von demokratiefördernden Gruppen in der Stadt. Sie war die erste Politikerin aus dem Bundeskabinett, die die Stadt nach den Ausschreitungen besuchte. Giffey forderte angesichts der fremdenfeindlichen Demonstrationen ein Gesetz zur Demokratieförderung. Das Gesetz solle klarmachen, dass es „auch die Aufgabe des Staates“ sei, „die demokratische Bildung junger Menschen auf allen Ebenen zu organisieren“, so Giffey.
Hohe Resonanz fand in den Medien ein Ausspruch des amtierenden Bundesinnenministers Horst Seehofer (CSU), der am 5. September im Kreis der CSU-Abgeordneten der CDU/CSU-Bundestagsfraktion gefallen sein soll: „Die Migrationsfrage ist die Mutter aller politischen Probleme.“ Seehofer dementierte den Satz nicht und erklärte am 6. September in einem Interview mit der Rheinischen Post, dass ihn das Tötungsdelikt in Chemnitz aufwühle und er „als Staatsbürger auch auf die Straße gegangen“ wäre – „natürlich nicht gemeinsam mit Radikalen“. Führende Politiker von CDU, SPD, Grünen und der Linken verurteilten Seehofers Aussagen. Bundeskanzlerin Angela Merkel teilte mit, es gebe „auch Probleme“ im Zusammenhang mit Immigration, aber auch Erfolge. Zustimmung erfuhr Seehofer hingegen von dem AfD-Vorsitzenden Alexander Gauland.

#### AfD
Während Politiker aller anderen im Bundestag vertretenen Parteien die Ausschreitungen verurteilten, verteidigte der AfD-Bundesvorsitzende Alexander Gauland die Krawalle: „Wenn eine solche Tötungstat passiert, ist es normal, dass Menschen ausrasten.“ Nach Meinung des Spiegels wollte sich die AfD als „Anwalt der ‚Bürgerproteste‘ gegen eine einseitige Medienlandschaft“ darstellen. Überdies berief sich Gauland auf Wolfgang Kubicki, den stellvertretenden Bundesvorsitzenden der FDP und Bundestagsvizepräsidenten, der Kanzlerin Angela Merkel für die Vorfälle in Chemnitz mitverantwortlich gemacht hatte mit den Worten: „Die Wurzeln für die Ausschreitungen liegen im ‚Wir schaffen das‘ von Kanzlerin Angela Merkel.“ Daran anknüpfend meinte Gauland, wenn jemand wie FDP-Vizechef Kubicki die Kanzlerin mit ihrer Flüchtlingspolitik für diese Proteste mitverantwortlich mache, „dann haben auch die Sachsen und die Chemnitzer das Recht, es so zu sehen“. Hansjörg Müller, dem parlamentarischen Fraktionsgeschäftsführer der AfD-Bundestagsfraktion, attestierte Der Spiegel den Versuch einer Umdeutung des politischen Hintergrundes der Ausschreitungen. Müller schrieb, er sei „stolz auf die Bürgerproteste“ in Chemnitz. Wer am „Genozid an uns Deutschen“ mitmache, sei ein „unverbesserlicher, verblendeter antideutscher Rassist“, und wer sich wie die „einfachen Bürger der Mitte der Gesellschaft in Chemnitz“ dagegen wehre, sei ein „Demokrat und Verteidiger menschlicher Werte“.
Es gab innerhalb der AfD aber auch Kritik am gemeinsamen Auftreten von AfD-Politikern mit Rechtsextremisten bei den Demonstrationen. Der Vorsitzende der AfD-Fraktion in der Hamburgischen Bürgerschaft Jörn Kruse kündigte am 27. September 2018 aus Protest dagegen, dass sich die Führung der Partei auf Bundesebene nicht entschieden von jeder Zusammenarbeit mit rechtsextremen Netzwerken distanziert hatte, seinen Austritt aus der Partei an.

#### Weitere Stellungnahmen
Josef Schuster, der Präsident des Zentralrats der Juden in Deutschland, zeigte sich bestürzt, dass „erschreckend viele Menschen“ keine Hemmungen hätten, „aufgrund von Gerüchten regelrecht Jagd auf bestimmte Gruppen zu machen und zur Selbstjustiz aufzurufen“, und äußerte sein Unverständnis darüber, dass die Polizei in Chemnitz „auch am Montag offenbar nicht richtig vorbereitet“ gewesen sei. Dieselbe Ansicht vertrat Mecklenburg-Vorpommerns Innenminister Lorenz Caffier (CDU): „Am ersten Tag kann man vielleicht noch überrascht werden – am zweiten Tag nicht mehr.“
Kulturschaffende, Vertreter der Technischen Universität und Kommunalpolitiker in Chemnitz zeigten sich in einem Radiobeitrag von MDR Kultur entsetzt über den Schaden, den die Ereignisse der Vortage dem Image der Stadt Chemnitz zugefügt hätten. „Der Schaden für Chemnitz, die Kultur, die Wirtschaft und die Demokratie ist riesig“, teilte die Wirtschaftsförderungsagentur der Stadt mit. Die Pläne, im Jahr 2025 Kulturhauptstadt Europas zu werden, hätten einen schweren Rückschlag erlitten.
Der Chemnitzer FC distanzierte sich offiziell von Hooligans wie den Kaotic Chemnitz; er trat vor einem Fußballspiel mit Beschriftungen wie Toleranz, Weltoffenheit und Fairness oder Chemnitz ist weder grau noch braun auf T-Shirts und dem Mannschaftsbus auf. Die rechtsextreme Gruppierung unterliegt seit 2012 zudem einem Stadionverbot bei Heim- und Auswärtsspielen.

### Ausland
Die Ausschreitungen wurden weltweit in vielen Ländern beachtet. Der damalige UN-Hochkommissar für Menschenrechte, Seid al-Hussein, hat die Angriffe rechter Demonstranten in Chemnitz auf ausländische Passanten angeprangert: „Zu sehen, was in Sachsen passiert ist, ist wirklich schockierend.“ Das Eidgenössische Departement für auswärtige Angelegenheiten hat auf Grund der Ausschreitungen seine Reisehinweise für Deutschland ergänzt: „Lassen Sie in der Umgebung von Demonstrationen Vorsicht walten, da Ausschreitungen möglich sind.“ Der österreichische Bundeskanzler Sebastian Kurz (ÖVP) twitterte, er sei „erschrocken über die neo-nazistischen Ausschreitungen“, diese seien „auf das Schärfste zu verurteilen“. Vizekanzler Heinz-Christian Strache von der rechtspopulistischen FPÖ hingegen teilte auf seiner privaten Facebook-Seite einen Beitrag der als äußerst rechts eingestuften Wochenzeitung Wochenblick, der den Titel trug „Chemnitz: Das Blutbad schockiert und nicht die Proteste“ und in dem die Rede von „angeblich ‚rechtsextreme[n]‘ Demos“ war, die lediglich vom „Mainstream“ als solche eingestuft würden und in Wirklichkeit „spontane Demos entsetzter Bürger“ gegen „ausufernde Gewalt durch Zuwanderer“ seien. Vizeministerpräsident und Innenminister Matteo Salvini von der rechtspopulistischen Lega Nord sagte in einem Interview mit der DW über die Ausschreitungen in Chemnitz: „Ich kann mich daran erinnern, was in jener Silvesternacht in Köln und auch an anderen Orten passiert ist. […] Aber die deutsche Regierung hat das Problem über Jahre unterschätzt. Der Aufstieg der ‚Alternative für Deutschland‘ ist eine klare Reaktion darauf.“ Er betonte aber auch, dass Gewalt nie eine Lösung sein könne.

## Kontroverse um Äußerungen von Verfassungsschutzpräsident Maaßen

### Vorwurf gezielter Falschinformation
Der Präsident des Bundesamts für Verfassungsschutz, Hans-Georg Maaßen, äußerte in einem am 7. September 2018 verbreiteten Interview mit der Bild-Zeitung Zweifel daran, dass es während der Demonstrationen in Chemnitz zu Hetzjagden auf ausländisch aussehende Menschen gekommen sei. Dem Verfassungsschutz lägen „keine belastbaren Informationen darüber vor, dass solche Hetzjagden stattgefunden haben“. Dieser Darstellung hielt das Onlinemagazin ze.tt anderslautende Augenzeugenberichte sowie Aussagen der Geschädigten entgegen, ebenso eine Bestätigung des sächsischen Generalstaatsanwaltes; eine Ausgabe des faktenfinders stellte weiterhin fest, dass keinerlei Indizien für eine Fälschung sprächen. Maaßen behauptete ferner, dass „keine Belege dafür vor[liegen], dass das im Internet kursierende Video zu diesem angeblichen Vorfall authentisch ist.“ Er erklärte, dass nach seiner „vorsichtigen Bewertung gute Gründe“ dafür sprächen, dass es sich um eine „gezielte Falschinformation“ handele. Ziel sei „möglicherweise die Öffentlichkeit von dem Mord in Chemnitz abzulenken“, da Antifa Zeckenbiss das Video mit dem Begleittext „Menschenjagd in #Chemnitz Nazi-Hools sind heute zu allem fähig“ auf Twitter veröffentlicht hat. Die mutmaßlich verfolgte Person, die in diesem Video zu sehen ist, hat Anzeige gegen die Verfolger erstattet.
Die Äußerungen Maaßens stießen auf scharfe Kritik, da die als Hasi-Video bekanntgewordenen Aufnahmen zeigten, wie in Chemnitz mehrere Personen auf zwei junge Asylbewerber aus Afghanistan zustürmen, die daraufhin flüchten. Abgesehen von der AfD forderten verschiedene Vertreter der im Bundestag vertretenen Parteien Beweise für Maaßens Behauptung. Die Benutzung des Wortes „Mord“ wurde ebenfalls kritisiert, da Maaßen damit den Ermittlungen und einer möglichen Anklage vorgreife. Die zuständige Staatsanwaltschaft bewertet das Tatgeschehen bisher als gemeinschaftlichen Totschlag und nicht als Mord. Auch die Generalstaatsanwaltschaft Dresden widersprach Maaßen ausdrücklich. Man habe „keine Anhaltspunkte dafür, dass das Video ein Fake sein könnte“, daher werde es auch für Ermittlungen genutzt. Eine neue Analyse aus dem Jahr 2023 mit übereinstimmenden Videoaufnahmen und Satellitenbildern zeigt deutlich, dass die beschriebenen Hetzjagden tatsächlich stattgefunden haben.

### Diskussion in der Bundes- und Landespolitik
Bundesinnenminister Horst Seehofer (CSU) sprach Maaßen nach dessen Äußerungen zunächst sein „volles Vertrauen“ aus und erklärte, sein Informationsstand sei mit dem von Maaßen identisch. Kanzlerin Angela Merkel und die Landesämter für Verfassungsschutz gaben dagegen an, sie seien von Maaßens Aussagen völlig überrascht und nicht vorab informiert worden. Der niedersächsische Ministerpräsident Stephan Weil (SPD) äußerte sich irritiert darüber, dass Maaßen solche Vermutungen äußere, ohne Belege dafür vorzulegen, und zog dessen Eignung als Verfassungsschutzpräsident in Zweifel. Der stellvertretende SPD-Vorsitzende Ralf Stegner fragte, „wen Herr Maaßen eigentlich schützt, die Verfassung oder eher die Verfassungsfeinde von rechts“. Auch Vertreter von Grünen, Linken und FDP kritisierten Maaßens Äußerung.
Die rheinland-pfälzische Ministerpräsidentin Malu Dreyer (SPD) forderte die Entlassung Maaßens, da dieser nach ihren Worten „die Glaubwürdigkeit von Politik, Medien und vielen Augenzeugen infrage[stelle]“. Damit werde Verunsicherung geschaffen und Vertrauen in den Staat zerstört, so Dreyer. Josef Schuster, der Vorsitzende des Zentralrats der Juden in Deutschland, warnte vor einem Schönreden, vor „Beschwichtigungsversuche[n]“ und „mangelnde[r] Distanzierung von Rechtspopulisten.“ Dabei bezog er sich auch auf den Angriff auf ein jüdisches Restaurant in Chemnitz am 27. August. „Die Bestrebungen von Verfassungsbehörden, die Vorfälle öffentlich zu bagatellisieren“, ließen ihn „ernsthaft an der Arbeit dieser Behörden zweifeln.“
Das Bundesamt für Verfassungsschutz versicherte in einer Pressemitteilung, dass man „alle zugänglichen Informationen hinsichtlich ihres Wahrheitsgehalts, um zu einer belastbaren Einschätzung der Ereignisse zu kommen“, prüfe. Die Überprüfungen auch hinsichtlich möglicher „Hetzjagden“ seien noch nicht abgeschlossen.
In seinem Bericht vom 10. September relativierte Maaßen die im Bild-Interview getroffenen Aussagen. Nach einem Bericht des Spiegels rückte er von der Behauptung ab, dass das Video eine gezielte Fälschung sei. Dafür richtete Maaßen nun den Vorwurf an die Medien, das Video ohne Prüfung auf Authentizität vorschnell verbreitet zu haben; man hätte „annehmen können und müssen“, dass es gefälscht sei, um vom eigentlichen Tötungsdelikt am Vorabend „abzulenken“. Als Erklärung dafür führte er den Namen des Twitter-Accounts „Antifa Zeckenbiss“ an sowie die Verlautbarung der „Antifaschisten“, die Begriffe nutzte, die seiner Ansicht nach für die linke Szene unüblich seien. Dieses Video jedoch, so Maaßen, könne als Einzelfall nicht als Beleg für eine „Hetzjagd“ dienen, sei aber von den Medien, Regierungssprecher Steffen Seibert sowie der Kanzlerin als solcher verwendet worden. Laut Spiegel halte Maaßen dies für unseriös und kritisiere auf diese Weise auch die Kanzlerin. Der tagesschau-Redakteur Patrick Gensing schrieb dazu, dass die Antifa-Gruppe erst am 7. September bekanntgab, diesen Film aus einer „patriotischen Gruppe“ erhalten zu haben – diesen Begriff hatte Maaßen als für die linke Szene ungebräuchlich bezeichnet. Am 26. bzw. 27. August habe man diese Zweifel an der Wortwahl daher noch nicht haben können, denn da habe „Antifa Zeckenbiss“ in einer ersten Beschreibung des Videos von „Nazi-Hools“ geschrieben. „Patrioten“ sei die Eigenbezeichnung vieler rechtsradikaler Aktivisten und Gruppen auf Facebook, daher sei es, so Gensing, nicht abwegig, dass eine Antifa-Gruppe eine solche Gruppe auch so bezeichne. Der Account sei seit Februar 2018 auf Twitter aktiv und veröffentliche „für die Antifa-Szene typische Inhalte“. Die Kontroverse um den Begriff „Hetzjagd“ bezeichnete Gensing dabei als „semantische Debatte“, denn es sei „nicht klar, wie viele Menschen wie weit gejagt werden müssen, damit man von einer Hetzjagd sprechen könne.“ Dazu äußerte sich Andreas Löscher von der Regionalen Arbeitsstelle für Bildung, Integration und Demokratie Sachsen (RAA): „Es ist egal, ob man es Hetzjagd oder Jagdszenen nennen will: Tatsache ist, dass Menschen mit nichtdeutschem Aussehen verfolgt, geschlagen und in den Magen getreten wurden.“ Maaßens Information über die von ihm festgestellte „Falschinformation“ war laut Jost Müller-Neuhof „ihrerseits nichts anderes als eine Falschinformation“. Statt einer „scheinbar amtlichen Enthüllung“ habe es sich hierbei „um eine bloße Meinungsäußerung des Behördenleiters“ gehandelt, dem das Wort „Hetzjagd“ zu dramatisch klinge, „wenn mögliche Opfer vor potenziellen Gewalttätern flüchten“. Maaßen habe dabei einen „sprachlichen Popanz“ erschaffen. In der neurechten Jungen Freiheit lobte Karlheinz Weißmann Maaßen für dessen Anzweiflung stattgefundener Hetzjagden.
Der Grünen-Politiker Konstantin von Notz warf Maaßen vor, „abstruse Verschwörungstheorien“ zu füttern: Nach den Ausschreitungen sei in russischen Medien in einer breiten Kampagne behauptet worden, die Debatte um die rechtsextremen Ausschreitungen sei in Wahrheit nur ein Ablenkungsmanöver, um die zugrundeliegende Straftat von Migranten aus dem Fokus der Öffentlichkeit zu nehmen. Indem Maaßen völlig belegfrei diese Verdächtigung weiterverbreitete, habe er sich „zum Sprachrohr der russischen Anti-Merkel-Propaganda“ gemacht. Die Süddeutsche Zeitung wies darüber hinaus auf eine merkwürdige Unklarheit in Maaßens Erklärung vom 11. September hin: Als die Bild-Zeitung Maaßens Interview am 7. September um 12.05 Uhr veröffentlicht hatte, war die „Antifa Zeckenbiss“-Mitteilung noch überhaupt nicht online, sie wurde um 12.57 Uhr gepostet. Maaßen führte jedoch am 11. September die Herkunft des Posts von einem Account namens „Zeckenbiss“ als Grund für seine Aussagen im Interview an.

### Versetzung und Entlassung Maaßens
Am 18. September 2018 einigten sich die Spitzen der großen Koalition auf Maaßens Ablösung als Präsident des Bundesamtes für Verfassungsschutz und seine Ernennung zum Staatssekretär im Bundesinnenministerium, was eine Beförderung in die höchste Besoldungsgruppe B 11 bedeutet hätte. Dafür sollte der bisherige SPD-Staatssekretär Gunther Adler, zuständig für Baufragen, in den einstweiligen Ruhestand versetzt werden, was in der Baubranche Kritik und Besorgnis auslöste. Diese Krisenlösung wurde nach anhaltender Kritik an dieser „Quasi-Beförderung“ und anlässlich eines Briefes der SPD-Vorsitzenden Andrea Nahles an die Union vom 21. September 2018, in welchem sie bat, „die Verabredung zu überdenken“, neu verhandelt. Daraufhin wurde beschlossen, dass Maaßen im Innenministerium – bei gleichbleibenden Bezügen – Sonderberater im Rang eines Abteilungsleiters für europäische und internationale Aufgaben werden solle.
Am 5. November 2018 versetzte Seehofer Maaßen in den einstweiligen Ruhestand. Hintergrund war dessen Abschiedsrede im Oktober vor europäischen Geheimdienstchefs, in der Maaßen von „linksradikalen Kräften“ in der SPD gesprochen hatte, die in den Chemnitzer Vorfällen einen willkommenen Anlass gesehen hätten, einen Bruch der Großen Koalition herbeizuführen, und seine Entlassung gefordert hätten. Ferner hatte er seine Behauptung wiederholt, dass die Hetzjagden „frei erfunden“ gewesen seien, von „deutscher Medienmanipulation“ sowie einer „Angst vor mir und vor der Wahrheit“ gesprochen und gesagt, dass „ein Kampf gegen Rechtsextremismus es nicht rechtfertig[e], rechtsextremistische Straftaten zu erfinden“. Laut dem Journalisten Hubertus Volmer habe Maaßen damit „die Grenze zur Verschwörungstheorie überschritten“. Seine Rede sei „geradezu eine Bewerbung um Aufnahme in die Reihen des Rechtspopulismus“. Nach Einschätzung der Augsburger Allgemeinen deute vieles „darauf hin, dass Maaßen gezielt auf seine Versetzung in den Ruhestand hingearbeitet hat – um anschließend mit dem Nimbus des ‚Unbeugsamen‘ eine neue Karriere zu starten.“ Miguel Sanches schrieb im Hamburger Abendblatt, dass „Maaßen endgültig ins Vokabular der AfD abgerutscht“ sei, und sah bei ihm einen „Mangel an Selbstkontrolle, an Demut“ und dazu einen „rechthaberische[n] Zug“. Seehofer selbst kritisierte, dass Maaßen, nachdem er vor dem Innenausschuss sein Interview mit der Bild-Zeitung bedauert habe, nun die Dinge wieder anders formuliert habe.
Auswertungen von Chatprotokollen vom Zeitpunkt der Demonstrationen des 26. und 28. August im Zuge von Ermittlungen des LKA Sachsen gegen die beteiligten späteren Mitglieder der mutmaßlich rechtsterroristischen Gruppe Revolution Chemnitz ergaben, dass diese sich während der Demonstration zahlreich zu, wie sie es nannten, „Jagden“ auf „neu Zugezogene“ und „Kanacken“ verabredeten. Zeugenaussagen bestätigten weiterhin, dass sie noch später damit geprahlt hatten. Maaßen hielt allerdings an seiner Darstellung fest und bekräftigte noch im Mai 2021 in einem Gespräch mit Konstantin Kuhle (FDP) bei der Neuen Zürcher Zeitung, es habe 2018 keine Hetzjagd in Chemnitz gegeben und wer das Gegenteil behaupte, sage die Unwahrheit.

## Analysen

### Zur Organisation und Beteiligung der rechten Szene
Beobachter wiesen darauf hin, dass die rechte Szene in Chemnitz über gute Kommunikationsstrukturen verfügt und Unterstützung aus dem Umland, teilweise aus dem ganzen Bundesgebiet mobilisieren kann. Die Stadt sei Hotspot der NSU-Unterstützer gewesen. Bis heute sei sie eine Hochburg von Blood and Honour, extrem rechten Hooligans und Kampfsportlern sowie der Kameradschaftsszene, sagte Martina Renner, MdB der Linken. Gewaltbereite Fans und Hooligans des in Chemnitz ansässigen Fußball-Regionalligisten CFC überschneiden sich teilweise mit neonazistischen Strukturen. Die Fans haben einen hohen Organisationsgrad und bilden Hooligan-Gruppierungen wie „Kaotic“ und die „NS-Boys“ Chemnitz. Sie seien vernetzt mit Faust des Ostens aus Dresden und Inferno aus Cottbus. Mitglieder dieser Gruppen wurden bei den Ausschreitungen später gesichtet.

### Zahl der Einsatzkräfte
Die sächsische Polizei hatte nach Einschätzung vieler Beobachter die Teilnehmerzahlen sowie die Gewaltbereitschaft des Großteils der rechten und rechtsextremen Demonstranten unterschätzt und war mit zu wenig Kräften vor Ort. Auch Medienvertreter kritisierten eine unzureichende Reaktion. Wenige Tage nach den ersten Einsätzen wurde bekannt, dass der sächsische Verfassungsschutz in einer „Lagebewertung“ die Chemnitzer Polizei und weitere Polizeibehörden im Vorfeld der Demonstrationen gewarnt haben soll. Für die Demonstration am 27. August 2018 habe er auf die Möglichkeit hingewiesen, dass deutlich mehr Rechtsextreme, Hooligans und rechte Kampfsportler aus ganz Deutschland anreisen würden, als vom Veranstalter angemeldet worden waren, berichtete Der Tagesspiegel. So habe die Behörde ihre Kollegen vor einer „Teilnehmerzahl im unteren bis mittleren vierstelligen Bereich“ gewarnt. Selbst gab das Polizeipräsidium Chemnitz an, die Veranstalter seien bei der Anmeldung von 1.000 Teilnehmern ausgegangen. Der Innenminister Sachsens Roland Wöller (CDU) sprach von 1.500 angemeldeten Demonstranten. Tatsächlich waren bis zu 7.500 Menschen nach Chemnitz gekommen und in der Stadt unterwegs; 6.000 davon Rechte. Ihnen standen nur 591 Polizeibeamte gegenüber. Am 1. September wurde bekannt, dass – entgegen der bisherigen Darstellung – die Polizeidirektion Chemnitz während des Einsatzes am Montag um 20:23 Uhr bei der Lage- und Einsatzzentrale der Bundespolizeidirektion Pirna um Verstärkung nachgesucht hatte. Dort standen jedoch kurzfristig keine Einsatzkräfte zur Verfügung. Die übliche Adresse zur Bewilligung zusätzlicher Einsatzkräfte wäre jedoch das zuständige Bundespolizeipräsidium in Potsdam gewesen. Dieses wäre nach Informationen der Welt am Sonntag auch in der Lage gewesen, mehrere Hundertschaften nach Chemnitz zu beordern, bedarfsweise auch mit Hubschraubern. Laut der Zeitung sei die Chemnitzer Polizei bei der untergeordneten Zentrale in Pirna auch auf diesen Weg hingewiesen worden; das sei jedoch „schlicht nicht beachtet“ worden. Daher seien an diesem Tag lediglich 58 Bundespolizisten vor Ort in Chemnitz gewesen, die vornehmlich für den Schutz des Hauptbahnhofs gesorgt hätten.

### Zum politischen und gesellschaftlichen Hintergrund
Nach Ansicht des ehemaligen DDR-Bürgerrechtlers und Direktors der Sächsischen Landeszentrale für politische Bildung Frank Richter sind die fremdenfeindlichen Ausschreitungen „das Ergebnis einer Vernachlässigung der Wahrnehmung des Anwachsens einer rechtsextremistischen Szene […] insbesondere in Sachsen. Wir ernten das Ergebnis einer Politik der Herablassung […] [H]ier wirken autoritäre Denk- und Verhaltensmuster nach.“ Richter prangert in dem Bundesland einen kulturellen und politischen „Bildungsnotstand, den auch die aktuelle Regierung, insbesondere die CDU-geführte Regierung zu verantworten“ habe, an. Die NPD habe „schon vor 10, 15 Jahren hier in diesem Land investiert mit verschiedenen Maßnahmen. Die Staatsregierung hat das schöngeredet.“ Der Rechtsstaat müsse nun sein Gewaltmonopol wiederherstellen. Es müsse aber im Vorfeld gearbeitet werden und nicht erst dann, wenn „das Kind“ wie in Chemnitz „bereits in den Brunnen gefallen“ sei. Während ökonomische und technische Infrastruktur in vielen Städten Ostdeutschlands gut entwickelt seien, habe die Politik „die soziale, die zivilgesellschaftliche, die politische, auch die ethische Infrastruktur […] nicht entwickelt, und […] nachhaltig und auch über längere Zeit hin vernachlässigt“. Es verlaufe eine „schwer zu definierende Grenzlinie zwischen West- und Osteuropa […] irgendwo auch mitten durch Deutschland hindurch“. Der östliche Teil habe „die Liberalisierungs- und Pluralisierungs- und auch ein wenig die Amerikanisierungswellen nicht mitgemacht […] wie der westliche Teil Deutschlands […] und [ist] kulturell doch sehr stark geprägt vom Blick nach dem Osten oder nach dem Südosten.“ So habe Sachsen eine „sehr homogene Bevölkerung“ und sei ein „topographisch, geographisch, auch historisch kohärentes Land […], das wenig mit Pluralisierung und Vielfalt Erfahrung hatte, das in vielerlei Hinsicht ja doch so ähnlich tickt wie beispielsweise Polen.“
Holger Stark wies in der Zeit darauf hin, dass mit den Ausschreitungen etwas passiert sei, das „in dieser Dimension neu“ sei und „Anlass zu größter Sorge“ gebe: Auf der Straße seien „Neonazis mit Hooligans und AfD-Anhängern, mit Wut- und Hutbürgern zu einem Lynchmob verschmolzen, der sich als Sturmtrupp des gesunden deutschen Volksempfindens aufführte. Wie Pegida auf Amphetaminen.“
In der SZ kritisierte Detlef Esslinger die Rolle der AfD während der Ereignisse und schrieb, die Partei hätte versucht, „Neonazis zu legitimieren“. Laut Esslinger nutzten die AfD-Vertreter „ihr Mandat so gut wie nie, um an die Regeln von Rechtsstaat und Demokratie zu erinnern, oder um mäßigend auf ein Milieu einzuwirken, in dem sie Gehör fänden. Im Gegenteil, zahllose Abgeordnete der AfD nutzen jetzt auch das Wochenende von Chemnitz, um ihre Verachtung der freiheitlich-demokratischen Grundordnung auf die Bühne zu bringen“.
Der Politikwissenschaftler Dierk Borstel merkte an: „Beim Spruch ‚Merkel muss weg‘ geht es nicht um die Bundeskanzlerin alleine. Die Menschen fühlen sich nicht mehr integriert. Dabei geht es vielen persönlich nicht schlecht, sondern eher gut. Das ist nicht das abgehängte Prekariat, die Hartz-IVler. Diese Menschen haben Angst, etwas zu verlieren: Ihr Geld, ihre Stadt, ihre Gewohnheit oder ihre Sicherheit. Früher waren sie vor allem in den großen Volksparteien integriert, doch mittlerweile sind sie desintegriert und docken bei den Rechtsextremen an. Und dann wird es gefährlich, weil wir genau zu solchen Bewegungsformatierungen kommen. Wo bisher 30 übersichtliche Neonazigruppen waren, gibt es jetzt das Gefühl, dass ein größerer Teil der Bevölkerung hinter ihnen steht. Es ist ganz schwierig, das wieder aufzufangen. […] Wir brauchen moderierende Kräfte zwischen den Gruppen. […] Wir brauchen eine Kultur, die es ermöglicht, über die Probleme, die wir vor Ort ja wirklich haben, frei, vernünftig und sachlich zu reden.“
Der Politikwissenschaftler und Rechtsextremismusforscher Hajo Funke vertrat die Ansicht, dass die „große Mehrheit der Chemnitzer“ zwar demokratisch sei, die Polizei jedoch die „Chemnitzer Vorkommnisse bewusst bagatellisiert“ habe. Er gehe davon aus, „dass die Polizei und andere Sicherheitsbehörden in Chemnitz und in Sachsen in Teilen von rechts unterwandert“ seien. Zudem würden die Verbindungen zwischen der AfD und der rechtsextremen Szene enger. Wichtig sei auch, „für sozialen Ausgleich sowie für eine Balance zwischen Einheimischen und Dazugekommenen [zu] sorgen“.
Der Sozialwissenschaftler und Antisemitismusforscher Samuel Salzborn warf der sächsischen Landesregierung vor, dass sie mit „Nicht-Handeln, Wegsehen und Beschönigungen des massiven Rechtsextremismusproblems letztlich Teil des Problems“ sei, und forderte eine konsequente Strafverfolgung von allen dokumentierten Straftaten in Chemnitz als deutliches Zeichen gegen die rechte Szene. Es handle sich auch nicht um ein auf Sachsen begrenztes, sondern um ein deutschlandweites Problem. Eine besondere Verantwortung für die erneuten rechten Kundgebungen wies er der AfD zu. Mit ihrer völkischen, rassistischen, antisemitischen und geschichtsrevisionistischen Hetze schaffe sie die Stimmung, die die Grundlage solcher Aufmärsche sei. Diesen Zusammenhang zu ignorieren sei „ein fataler Fehler“.